# فهرست آبشارهای ایران

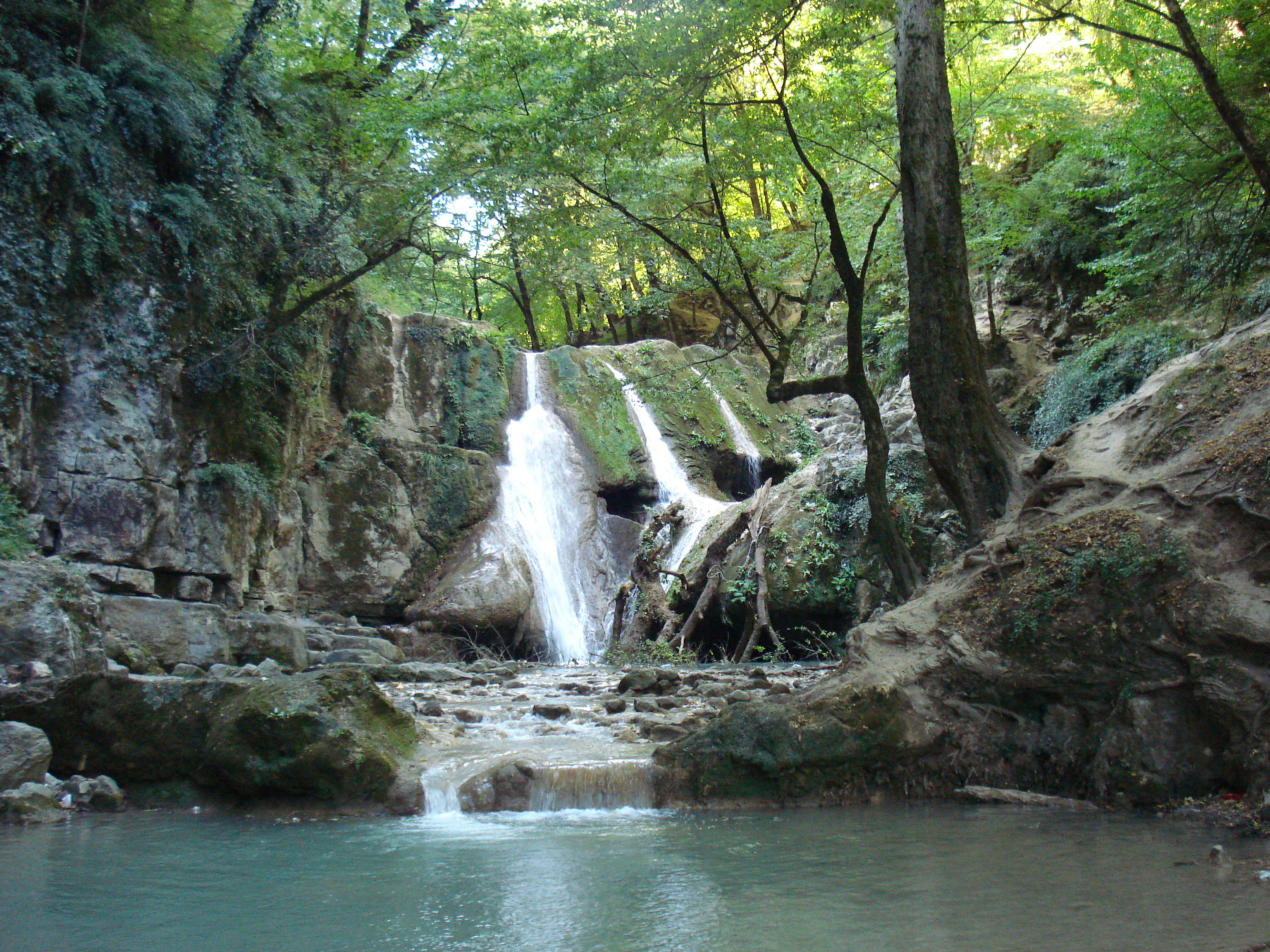
آبشار لوه - استان گلستان

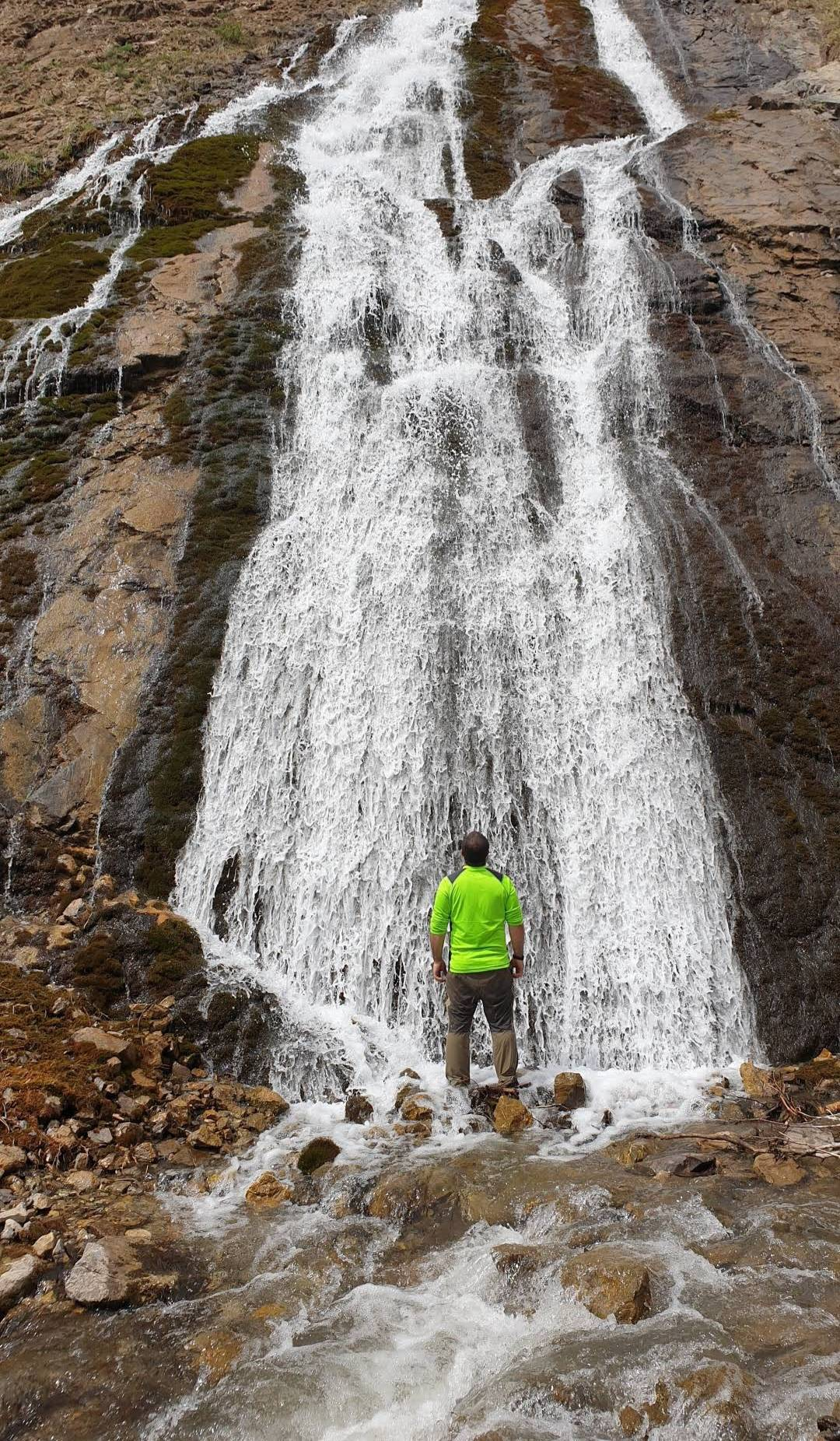
آبشارسیبیه خانی (استان اردبیل) طولانی‌ترین آبشار ایران

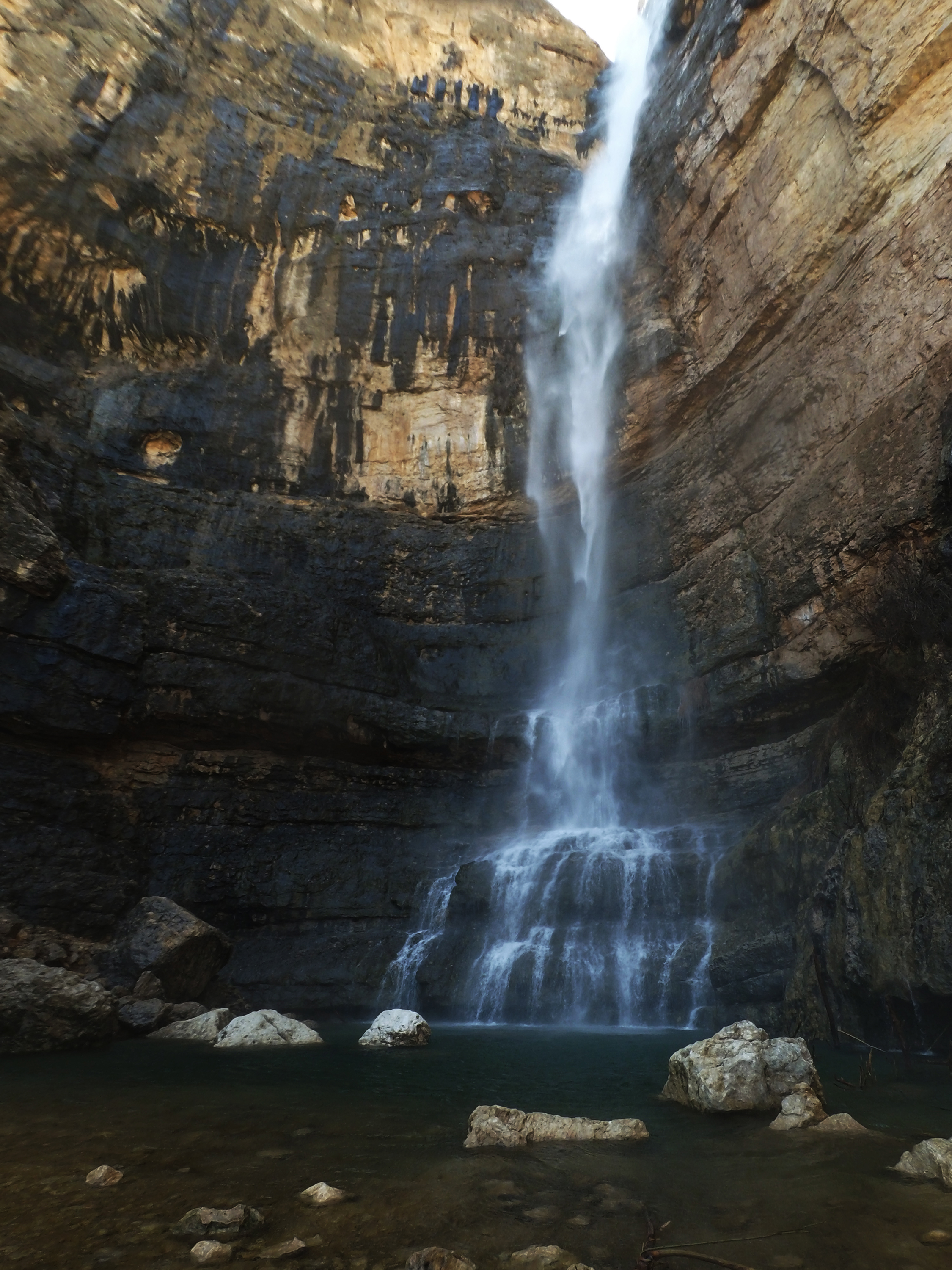
آبشار تارم (نی‌ریز - فارس)

آبشار ورچر رزجرد- استان قزوین

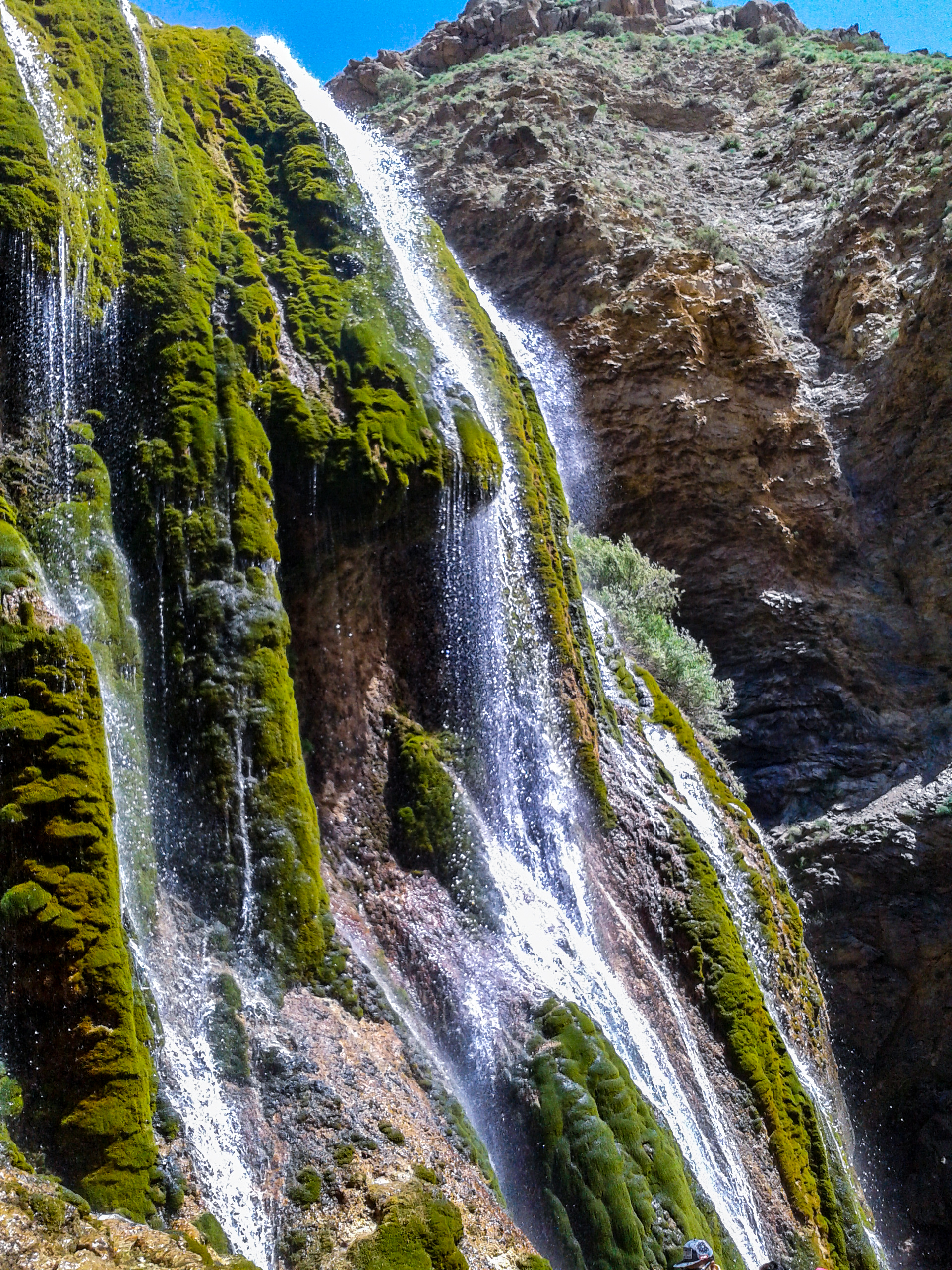
آبشار پونه‌زار، فریدونشهر اصفهان

آبشارهای ایران تا ۳۹۲ عدد و آبشارهای غیرفصلی یا قابل توجه تا ۲۸۷ عدد (یا ۱۸۶ عدد) برآورد شده‌است که از این میان چند مورد از آن‌ها آبشارهای مشهور ایران اند که از این جمله‌اند:
- آبشار آسیاب خرابه، آبشار اسکندر، آبشار ماهاران (آذربایجان شرقی)
- آبشار شلماش (آذربایجان غربی)
- آبشار گورگور، آبشار سردابه (اردبیل)
- چشمه آبشار سیبیه خانی (اردبیل)
- آبشار خضر، آبشار کردعلی، آبشار تخت سلیمان، آبشار بی بی سیدان، آبشار سمیرم (اصفهان)
- آبشار چم آو (ایلام)
- آبشار سنگان، آبشار امامزاده داوود، آبشار اوسون دربند، آبشار دوقلو، آبشار فصلی پیچ آدران (تهران)
- آبشار چشمه کوهرنگ، آبشار آتشگاه، آبشار دره عشق،آبشار زرد لیمه اردل،آبشار کِرِدی اردل (چهارمحال و بختیاری)
- آبشار شوی (خوزستان)
- آبشار اخلمد (خراسان رضوی)
- آبشار مارگون (فارس)
- آبشار راین (کرمان)
- آبشار بل (کردستان)
- آبشار بهرام بیگی بویراحمد، آبشار کنج بنار گچساران، آبشار سی‌سخت، آبشار کمردوغ (کهگیلویه و بویراحمد)
- آبشار مینودشت، آبشار شیرآباد، آبشار کبودوال (گلستان)
- آبشار لاتون (گیلان)
- آبشار بیشه، آبشار آب‌سفید، آبشار چکان، آبشار دورود، آبشار تاف، آبشار نوژیان (لرستان)
- آبشار یخی، آبشار شاهان‌دشت، آبشار امیری، آبشار هریجان، آبشار آمل، آبشار ایج یا ده قلو (مازندران)
- آبشار تلخاب دشتستان ،آبشار های زیراه و آبشار رودفاریاب در (دشتستان استان بوشهر)[۲][۳][۴]

بسیاری از آبشارهای ایران هم‌چون: اخلمد، افرینه، گنج‌نامه، نیاسر، شوشتر، بیشه، قره سو، سمیرم و تنگه واشی، قدمتی تاریخی داشته و از نظر جنبه‌های سیاحتی و اقتصادی مورد توجه پادشاهان و حاکمان وقت بوده و از بسیاری برای ساخت آسیاب‌های آبی کمک گرفته شده‌است.
آبشارهای شوشتر به عنوان نخستین تأسیسات صنعت آب و صنایع جانبی جهان در زمان ساسانیان، که مجموعهٔ تاریخی - فرهنگی آبشارهای شوشتر در یونسکو ثبت جهانی شده‌است و آبشار گنج‌نامه همدان در کنار کتیبه‌های تاریخی خشایارشاه، نشانگر اوج شکوه و عظمت ایران باستان است.

## بلندترین آبشارهای ایران
بلندترین آبشارهای دائمی بالای ۸۰ متر ارتفاع ایران:
بلندترین آبشارهای دائمی بالای ۸۰ متر ارتفاع ایران:
- آبشار لاتون، با ارتفاع ۱۰۵ متر
- آبشار سرانکوه، با ارتفاع بالای یکصد متر
- آبشار وروار، با ارتفاع بالای یکصد متر (۱۷۵ متر)
- آبشار پیران، با اراتفاع حدود یکصد متر
- آبشار شوی، با ارتفاع حدود یکصد متر
- آبشار کردوی کن، با ارتفاع بیش از ۸۰ متر
- آبشار مارگون، با ارتفاع ۸۰ متر (بیش از نود متر پهنا)
- آبشار نوژیان، با ارتفاع حدود ۸۰ متر
- آبشار اخلمد، با ارتفاع حدود ۸۰ متر

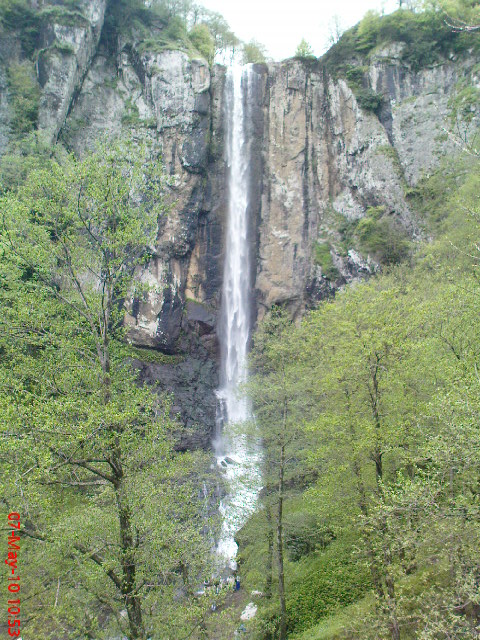
آبشار لاتون (استان گیلان) بلندترین آبشار ایران

بلندترین آبشارهای فصلی ایران:
- آبشار برنجه، با ارتفاع ۷۵۰ متر

## آبشارهای منحصربفرد
آبشار درون‌غاری «برازجان» (به عنوان یک آبشار درون غاری)، اسکندر، ماهاران، غار حاجی‌آباد، شورشورانه، بی‌بی سیدان، سوستون و چشمه آبشار سیبیه خانی(طولانی ترین چشمه آبشار ایران) که در شهرستان خلخال،استان اردبیل قرار دارد و در استان اصفهان شهرستان فریدونشهر ابشار طرزه  از جمله آبشارهای متفاوت و منحصربه‌فرد ایران به‌شمار می آیند

## فهرست آبشارهای ایران
| استان               | شهرستان              | نام آبشار                                      | موقعیت | ملحقات                                                         |
| ------------------- | -------------------- | ---------------------------------------------- | --- | -------------------------------------------------------------- |
| آذربایجان شرقی      | تبریز                | آبشار اسکندر                                   | ۳۸°۰۱′ شمالی ۴۶°۳۱′ شرقی / ۳۸٫۰۱۷°شمالی ۴۶٫۵۱۷°شرقی                                                                              |                                                                |
| آذربایجان شرقی      | جلفا                 | آبشار آسیاب خرابه آبشار کمار معروف به قاخ دیبی | ۳۸°۵۰′ شمالی ۴۵°۵۵′ شرقی / ۳۸٫۸۳۳°شمالی ۴۵٫۹۱۷°شرقی                                                                              |                                                                |
| آذربایجان شرقی      | جلفا                 | آبشار ماهاران                                  | ۳۸°۴۵′ شمالی ۴۵°۴۵′ شرقی / ۳۸٫۷۵۰°شمالی ۴۵٫۷۵۰°شرقی                                                                              |                                                                |
| آذربایجان شرقی      | چاراویماق - قره آغاج | آبشار پیرسقا                                   | ۳۶°۵۳′ شمالی ۴۶°۵۸′ شرقی / ۳۶٫۸۸۳°شمالی ۴۶٫۹۶۷°شرقی                                                                              |                                                                |
| آذربایجان شرقی      | چاراویماق - قره آغاج | آبشار غار حاجی‌آباد                             | ۳۶°۴۹′ شمالی ۴۶°۵۶′ شرقی / ۳۶٫۸۱۷°شمالی ۴۶٫۹۳۳°شرقی                                                                              |                                                                |
| آذربایجان شرقی      | سراب                 | آبشار اسب فروشان                               | ۳۷°۴۹′ شمالی ۴۷°۲۸′ شرقی / ۳۷٫۸۱۷°شمالی ۴۷٫۴۶۷°شرقی                                                                              |                                                                |
| آذربایجان شرقی      | سراب                 | آبشار میرکی                                    | |                                                                |
| آذربایجان شرقی      | شبستر                | آبشار سرکنددیزج                                | ۳۸°۱۴′ شمالی ۴۵°۵۲′ شرقی / ۳۸٫۲۳۳°شمالی ۴۵٫۸۶۷°شرقی                                                                              |                                                                |
| آذربایجان شرقی      | میانه                | آبشار بلوکان                                   | |                                                                |
| آذربایجان شرقی      | مرند                 | آبشار پیربالا _آبشار دارانداش و هریس           | | آبشار دارانداش و هریس و اسبهر (۰۹۱۴۸۴۷۱۸۳۷) برای اطلاعات بیشتر |
| آذربایجان شرقی      | مرند                 | آبشار عیش‌آباد _دشت زیبای هاویستین              | | آبشار پانبیخ دره سی هاویستین                                   |
| آذربایجان شرقی      | مراغه                | آبشار گورداغ                                   | ۳۷°۲۲′ شمالی ۴۶°۲۰′ شرقی / ۳۷٫۳۶۷°شمالی ۴۶٫۳۳۳°شرقی                                                                              |                                                                |
| آذربایجان شرقی      | ورزقان               | آبشار گل‌آخور                                   | ۳۸°۳۳′ شمالی ۴۶°۰۷′ شرقی / ۳۸٫۵۵۰°شمالی ۴۶٫۱۱۷°شرقی                                                                              | دامجی قیه (زنوز)                                               |
| آذربایجان شرقی      | هشترود               | آبشار دانقاران                                 | |                                                                |
| آذربایجان غربی      | ارومیه               | آبشار شلمکان                                   | ۳۷°۲۹′ شمالی ۴۴°۵۹′ شرقی / ۳۷٫۴۸۳°شمالی ۴۴٫۹۸۳°شرقی                                                                              |                                                                |
| آذربایجان غربی      | ارومیه - موانا       | آبشار سولک                                     | ۳۷°۳۲′ شمالی ۴۴°۴۰′ شرقی / ۳۷٫۵۳۳°شمالی ۴۴٫۶۶۷°شرقی                                                                              |                                                                |
| آذربایجان غربی      | ارومیه - موانا       | آبشار مارمیشو                                  | ۳۷°۳۷′ شمالی ۴۴°۴۰′ شرقی / ۳۷٫۶۱۷°شمالی ۴۴٫۶۶۷°شرقی                                                                              |                                                                |
| آذربایجان غربی      | ارومیه - مرگور       | آبشار سوله دوکل                                | ۳۷°۰۲′ شمالی ۴۵°۰۶′ شرقی / ۳۷٫۰۳۳°شمالی ۴۵٫۱۰۰°شرقی                                                                              |                                                                |
| آذربایجان غربی      | تکاب                 | آبشار قینرجه                                   | ۳۶°۴۱′ شمالی ۴۷°۱۲′ شرقی / ۳۶٫۶۸۳°شمالی ۴۷٫۲۰۰°شرقی                                                                              |                                                                |
| آذربایجان غربی      | خوی                  | آبشار قیزیل چیر (بدلان)                        | ۳۸°۳۵′ شمالی ۴۴°۴۲′ شرقی / ۳۸٫۵۸۳°شمالی ۴۴٫۷۰۰°شرقی                                                                              |                                                                |
| آذربایجان غربی      | سردشت                | آبشار شلماش                                    | ۳۶°۰۵′ شمالی ۴۵°۳۰′ شرقی / ۳۶٫۰۸۳°شمالی ۴۵٫۵۰۰°شرقی                                                                              |                                                                |
| آذربایجان غربی      | سلماس                | آبشار دره خورخوره                              | ۳۸°۰۲′ شمالی ۴۴°۴۷′ شرقی / ۳۸٫۰۳۳°شمالی ۴۴٫۷۸۳°شرقی                                                                              |                                                                |
| آذربایجان غربی      | ماکو                 | آبشار عرب دیزجی                                | ۳۹°۱۹′ شمالی ۴۴°۱۰′ شرقی / ۳۹٫۳۱۷°شمالی ۴۴٫۱۶۷°شرقی                                                                              |                                                                |
| آذربایجان غربی      | ماکو                 | آبشار قلعه جوق                                 | ۳۹°۲۸′ شمالی ۴۴°۲۸′ شرقی / ۳۹٫۴۶۷°شمالی ۴۴٫۴۶۷°شرقی                                                                              |                                                                |
| اردبیل              | اردبیل               | آبشار سردابه                                   | ۳۸°۱۵′ شمالی ۴۸°۰۲′ شرقی / ۳۸٫۲۵۰°شمالی ۴۸٫۰۳۳°شرقی                                                                              |                                                                |
| اردبیل              | خلخال - لرد          | آبشار آق‌بلاغ                                   | ۳۷°۲۱′ شمالی ۴۸°۳۷′ شرقی / ۳۷٫۳۵۰°شمالی ۴۸٫۶۱۷°شرقی                                                                              |                                                                |
| اردبیل              | خلخال - کلور         | آبشار نره گر                                   | ۳۷°۲۶′ شمالی ۴۸°۴۰′ شرقی / ۳۷٫۴۳۳°شمالی ۴۸٫۶۶۷°شرقی                                                                              |                                                                |
| اردبیل              | خلخال - شال          | آبشار دیز                                      | |                                                                |
| اردبیل              | خلخال - هشتجین       | آبشارهای هشتجین                                | ۳۷°۳۰′ شمالی ۴۸°۲۵′ شرقی / ۳۷٫۵۰۰°شمالی ۴۸٫۴۱۷°شرقی                                                                              |                                                                |
| اردبیل              | مشگین‌شهر             | آبشار گورگور خیاوچای                           | ۳۸°۱۶′ شمالی ۴۷°۴۲′ شرقی / ۳۸٫۲۶۷°شمالی ۴۷٫۷۰۰°شرقی                                                                              |                                                                |
| اردبیل              | مشگین‌شهر             | آبشار شیروان‌دره                                | ۳۸°۱۴′ شمالی ۴۷°۴۲′ شرقی / ۳۸٫۲۳۳°شمالی ۴۷٫۷۰۰°شرقی                                                                              |                                                                |
| اردبیل              | نمین                 | آبشار شورشورنه                                 | ۳۸°۳۱′ شمالی ۴۸°۲۷′ شرقی / ۳۸٫۵۱۷°شمالی ۴۸٫۴۵۰°شرقی                                                                              |                                                                |
| اردبیل              | نیر                  | آبشار گورگور آلوارس                            | ۳۸°۱۰′ شمالی ۴۷°۵۵′ شرقی / ۳۸٫۱۶۷°شمالی ۴۷٫۹۱۷°شرقی                                                                              |                                                                |
| اصفهان              | لنجان                | آبشار شاه‌لولاک                                 | ۳۲°۱۷′ شمالی ۵۱°۱۳′ شرقی / ۳۲٫۲۸۳°شمالی ۵۱٫۲۱۷°شرقی                                                                              |                                                                |
| اصفهان              | اصفهان               | آبشار کردعلیا                                  | ۳۲°۵۲′ شمالی ۵۰°۴۵′ شرقی / ۳۲٫۸۶۷°شمالی ۵۰٫۷۵۰°شرقی                                                                              |                                                                |
| اصفهان              | سمیرم                | آبشار سمیرم                                    | ۳۱°۲۳′ شمالی ۵۱°۳۴′ شرقی / ۳۱٫۳۸۳°شمالی ۵۱٫۵۶۷°شرقی                                                                              |                                                                |
| اصفهان              | سمیرم                | آبشار تقرچه                                    | ۳۱°۲۴′ شمالی ۵۱°۳۴′ شرقی / ۳۱٫۴۰۰°شمالی ۵۱٫۵۶۷°شرقی                                                                              |                                                                |
| اصفهان              | سمیرم                | آبشار سدحنا                                    | ۳۱°۱۳′ شمالی ۵۱°۴۰′ شرقی / ۳۱٫۲۱۷°شمالی ۵۱٫۶۶۷°شرقی                                                                              |                                                                |
| اصفهان              | سمیرم                | آبشار بی بی سیدان                              | ۳۱°۱۰′ شمالی ۵۱°۲۵′ شرقی / ۳۱٫۱۶۷°شمالی ۵۱٫۴۱۷°شرقی                                                                              |                                                                |
| اصفهان              | سمیرم - دنا          | آبشار آب ملخ (تخت سلیمان)                      | ۳۱°۰۸′ شمالی ۵۱°۲۲′ شرقی / ۳۱٫۱۳۳°شمالی ۵۱٫۳۶۷°شرقی                                                                              |                                                                |
| اصفهان              | سمیرم - دنا          | آبشار خفر                                      | ۳۰°۵۸′ شمالی ۵۱°۲۹′ شرقی / ۳۰٫۹۶۷°شمالی ۵۱٫۴۸۳°شرقی                                                                              | پی دنی - نرمو                                                  |
| اصفهان              | سمیرم - دنا          | آبشار پوتک                                     | ۳۰°۵۹′ شمالی ۵۱°۲۲′ شرقی / ۳۰٫۹۸۳°شمالی ۵۱٫۳۶۷°شرقی                                                                              | توف شاه - دره ناری                                             |
| اصفهان              | فریدون‌شهر            | آبشار پونه‌زار                                  | ۳۲°۵۶′ شمالی ۴۹°۵۷′ شرقی / ۳۲٫۹۳۳°شمالی ۴۹٫۹۵۰°شرقی                                                                              |                                                                |
| اصفهان              | فریدون‌شهر            | آبشار دورک                                     | ۳۲°۴۱′ شمالی ۴۹°۵۴′ شرقی / ۳۲٫۶۸۳°شمالی ۴۹٫۹۰۰°شرقی                                                                              |                                                                |
| اصفهان              | کاشان                | آبشار نیاسر                                    | ۳۳°۵۸′ شمالی ۵۱°۰۹′ شرقی / ۳۳٫۹۶۷°شمالی ۵۱٫۱۵۰°شرقی                                                                              |                                                                |
| اصفهان              | نطنز                 | آبشار طامه                                     | ۳۳°۲۷′ شمالی ۵۱°۵۳′ شرقی / ۳۳٫۴۵۰°شمالی ۵۱٫۸۸۳°شرقی                                                                              |                                                                |
| البرز               | طالقان               | آبشار اسکان                                    | ۳۶°۱۳′ شمالی ۵۱°۰۵′ شرقی / ۳۶٫۲۱۷°شمالی ۵۱٫۰۸۳°شرقی                                                                              | آبشارهای جوستان                                                |
| البرز               | طالقان               | آبشار اوچان                                    | ۳۶°۱۶′ شمالی ۵۰°۳۳′ شرقی / ۳۶٫۲۶۷°شمالی ۵۰٫۵۵۰°شرقی                                                                              |                                                                |
| البرز               | طالقان               | آبشار اورازان                                  | ۳۶°۰۸′ شمالی ۵۰°۵۲′ شرقی / ۳۶٫۱۳۳°شمالی ۵۰٫۸۶۷°شرقی                                                                              |                                                                |
| البرز               | طالقان               | آبشار تونو                                     | ۳۶°۱۲′ شمالی ۵۰°۴۷′ شرقی / ۳۶٫۲۰۰°شمالی ۵۰٫۷۸۳°شرقی                                                                              | آبشار بزج                                                      |
| البرز               | طالقان               | آبشار سوهان                                    | ۳۶°۱۴′ شمالی ۵۰°۴۰′ شرقی / ۳۶٫۲۳۳°شمالی ۵۰٫۶۶۷°شرقی                                                                              |                                                                |
| البرز               | طالقان               | آبشار شلبن                                     | ۳۶°۱۳′ شمالی ۵۰°۴۸′ شرقی / ۳۶٫۲۱۷°شمالی ۵۰٫۸۰۰°شرقی                                                                              |                                                                |
| البرز               | طالقان               | آبشار کرکبود                                   | ۳۶°۱۳′ شمالی ۵۰°۵۱′ شرقی / ۳۶٫۲۱۷°شمالی ۵۰٫۸۵۰°شرقی                                                                              | آبشار سفیدآب                                                   |
| البرز               | کرج - جاده چالوس     | آبشار پیچه آدران                               | ۳۵°۵۵′ شمالی ۵۱°۰۴′ شرقی / ۳۵٫۹۱۷°شمالی ۵۱٫۰۶۷°شرقی                                                                              | آبشار کلنا (تمرک)                                              |
| البرز               | کرج - جاده چالوس     | آبشار سپهسالار                                 | ۳۶°۰۳′ شمالی ۵۱°۱۲′ شرقی / ۳۶٫۰۵۰°شمالی ۵۱٫۲۰۰°شرقی                                                                              | آبشار قلهک                                                     |
| البرز               | کرج - جاده چالوس     | آبشار خور                                      | ۳۵°۵۵′ شمالی ۵۱°۰۹′ شرقی / ۳۵٫۹۱۷°شمالی ۵۱٫۱۵۰°شرقی                                                                              |                                                                |
| البرز               | کرج - جاده چالوس     | آبشار چاران                                    | ۳۵°۵۴′ شمالی ۵۱°۰۷′ شرقی / ۳۵٫۹۰۰°شمالی ۵۱٫۱۱۷°شرقی                                                                              |                                                                |
| البرز               | کرج - جاده چالوس     | آبشار کلها                                     | ۳۶°۰۴′ شمالی ۵۱°۰۷′ شرقی / ۳۶٫۰۶۷°شمالی ۵۱٫۱۱۷°شرقی                                                                              | آبشار کلوان - نوجان - آبشارهای خوارس                           |
| البرز               | کرج - جاده چالوس     | آبشارهای وله - جوستان                          | ۳۶°۰۸′ شمالی ۵۱°۱۵′ شرقی / ۳۶٫۱۳۳°شمالی ۵۱٫۲۵۰°شرقی                                                                              | آبشار دره حسنکدر                                               |
| ایلام               | آبدانان              | آبشار ماهوته                                   | ۳۲°۵۲′ شمالی ۴۷°۳۲′ شرقی / ۳۲٫۸۶۷°شمالی ۴۷٫۵۳۳°شرقی                                                                              | تختان - خروزان - کن شلول                                       |
| ایلام               | ایلام                | آبشار اما                                      | ۳۳°۲۷′ شمالی ۴۶°۲۵′ شرقی / ۳۳٫۴۵۰°شمالی ۴۶٫۴۱۷°شرقی                                                                              |                                                                |
| ایلام               | ایلام                | آبشار چم او                                    | ۳۳°۳۷′ شمالی ۴۶°۱۵′ شرقی / ۳۳٫۶۱۷°شمالی ۴۶٫۲۵۰°شرقی                                                                              |                                                                |
| ایلام               | ایلام                | آبشار گچان                                     | ۳۳°۴۰′ شمالی ۴۶°۲۷′ شرقی / ۳۳٫۶۶۷°شمالی ۴۶٫۴۵۰°شرقی                                                                              |                                                                |
| ایلام               | ایلام                | آبشار سرطاف                                    | ۳۳°۳۶′ شمالی ۴۶°۲۴′ شرقی / ۳۳٫۶۰۰°شمالی ۴۶٫۴۰۰°شرقی                                                                              | آبشار وه ریز                                                   |
| ایلام               | دره شهر              | آبشار دربند                                    | ۳۳°۱۵′ شمالی ۴۷°۰۵′ شرقی / ۳۳٫۲۵۰°شمالی ۴۷٫۰۸۳°شرقی                                                                              |                                                                |
| ایلام               | دره شهر              | آبشار مار بره                                  | ۳۳°۰۵′ شمالی ۴۷°۳۰′ شرقی / ۳۳٫۰۸۳°شمالی ۴۷٫۵۰۰°شرقی                                                                              |                                                                |
| بوشهر               | دشتستان              | آبشار زیرراه                                   | ۲۹°۲۴′ شمالی ۵۱°۰۹′ شرقی / ۲۹٫۴۰۰°شمالی ۵۱٫۱۵۰°شرقی                                                                              | آبشار تل سرکوه                                                 |
| بوشهر               | دشتستان              | آبشار فاریاب پشتکوه                            | ۲۹°۰۹′ شمالی ۵۱°۳۱′ شرقی / ۲۹٫۱۵۰°شمالی ۵۱٫۵۱۷°شرقی                                                                              |                                                                |
| تهران               | تهران - کن و سولقان  | آبشار امامزاده داود                            | ۳۵°۵۲′ شمالی ۵۱°۲۱′ شرقی / ۳۵٫۸۶۷°شمالی ۵۱٫۳۵۰°شرقی                                                                              | آبشار سیامان                                                   |
| تهران               | تهران - کن و سولقان  | آبشار دره حیدر                                 | ۳۵°۵۵′ شمالی ۵۱°۱۸′ شرقی / ۳۵٫۹۱۷°شمالی ۵۱٫۳۰۰°شرقی                                                                              |                                                                |
| تهران               | تهران - کن و سولقان  | آبشار سنگان                                    | ۳۵°۵۳′ شمالی ۵۱°۱۲′ شرقی / ۳۵٫۸۸۳°شمالی ۵۱٫۲۰۰°شرقی                                                                              |                                                                |
| تهران               | دماوند               | آبشار آیینه ورزان                              | ۳۵°۴۱′ شمالی ۵۲°۱۳′ شرقی / ۳۵٫۶۸۳°شمالی ۵۲٫۲۱۷°شرقی                                                                              |                                                                |
| تهران               | دماوند               | آبشار هویر                                     | ۳۵°۴۶′ شمالی ۵۱°۴۵′ شرقی / ۳۵٫۷۶۷°شمالی ۵۱٫۷۵۰°شرقی                                                                              |                                                                |
| تهران               | دماوند - رودهن       | آبشار کمرد                                     | ۳۵°۴۶′ شمالی ۵۱°۴۵′ شرقی / ۳۵٫۷۶۷°شمالی ۵۱٫۷۵۰°شرقی                                                                              |                                                                |
| تهران               | شمیرانات - جمشیدیه   | آبشار سوئک                                     | ۳۵°۵۱′ شمالی ۵۱°۳۰′ شرقی / ۳۵٫۸۵۰°شمالی ۵۱٫۵۰۰°شرقی                                                                              |                                                                |
| تهران               | شمیرانات - دارآباد   | آبشار غلاک                                     | ۳۵°۴۷′ شمالی ۵۱°۲۹′ شرقی / ۳۵٫۷۸۳°شمالی ۵۱٫۴۸۳°شرقی                                                                              |                                                                |
| تهران               | شمیرانات - دارآباد   | آبشار کبوترخوان                                | ۳۵°۴۷′ شمالی ۵۱°۲۹′ شرقی / ۳۵٫۷۸۳°شمالی ۵۱٫۴۸۳°شرقی                                                                              |                                                                |
| تهران               | شمیرانات - دارآباد   | آبشار چال محله                                 | ۳۵°۴۷′ شمالی ۵۱°۲۹′ شرقی / ۳۵٫۷۸۳°شمالی ۵۱٫۴۸۳°شرقی                                                                              |                                                                |
| تهران               | شمیرانات - دربند     | آبشار دوقلوشیرپلا                              | ۳۵°۵۰′ شمالی ۵۱°۲۵′ شرقی / ۳۵٫۸۳۳°شمالی ۵۱٫۴۱۷°شرقی                                                                              |                                                                |
| تهران               | شمیرانات - دربند     | آبشار اوسون                                    | ۳۵°۴۹′ شمالی ۵۱°۲۵′ شرقی / ۳۵٫۸۱۷°شمالی ۵۱٫۴۱۷°شرقی                                                                              |                                                                |
| تهران               | شمیرانات - دربند     | آبشار رجب                                      | ۳۵°۵۰′ شمالی ۵۱°۲۵′ شرقی / ۳۵٫۸۳۳°شمالی ۵۱٫۴۱۷°شرقی                                                                              |                                                                |
| تهران               | شمیرانات - دربند     | آبشار سوتک                                     | ۳۵°۴۹′ شمالی ۵۱°۲۵′ شرقی / ۳۵٫۸۱۷°شمالی ۵۱٫۴۱۷°شرقی                                                                              |                                                                |
| تهران               | شمیرانات - درکه      | آبشارهای درکه                                  | ۳۵°۵۰′ شمالی ۵۱°۲۳′ شرقی / ۳۵٫۸۳۳°شمالی ۵۱٫۳۸۳°شرقی                                                                              | آبشار کارا - جوزک                                              |
| تهران               | شمیرانات - فشم       | آبشار ایگل                                     | ۳۵°۵۳′ شمالی ۵۱°۳۰′ شرقی / ۳۵٫۸۸۳°شمالی ۵۱٫۵۰۰°شرقی                                                                              | آبشار اوپلیت                                                   |
| تهران               | شمیرانات - فشم       | آبشار شکرآب                                    | ۳۵°۵۶′ شمالی ۵۱°۲۷′ شرقی / ۳۵٫۹۳۳°شمالی ۵۱٫۴۵۰°شرقی                                                                              | آبشار چهل پله                                                  |
| تهران               | شمیرانات - فشم       | آبشار لارمحله                                  | ۳۵°۵۸′ شمالی ۵۱°۳۷′ شرقی / ۳۵٫۹۶۷°شمالی ۵۱٫۶۱۷°شرقی                                                                              |                                                                |
| تهران               | شمیرانات - فشم       | آبشار لالون                                    | ۳۶°۰۰′ شمالی ۵۱°۳۵′ شرقی / ۳۶٫۰۰۰°شمالی ۵۱٫۵۸۳°شرقی                                                                              | آبشار تلخاب                                                    |
| تهران               | شمیرانات - فشم       | آبشار یخی آبنیک                                | ۳۶°۰۰′ شمالی ۵۱°۳۵′ شرقی / ۳۶٫۰۰۰°شمالی ۵۱٫۵۸۳°شرقی                                                                              | آبشار دربندسر                                                  |
| تهران               | شمیرانات - لواسانات  | آبشار سوستون (چُرند)                            | ۳۵°۵۳′ شمالی ۵۱°۴۲′ شرقی / ۳۵٫۸۸۳°شمالی ۵۱٫۷۰۰°شرقی                                                                              | آبشار افجه - پس کوه                                            |
| تهران               | شمیرانات - لواسانات  | آبشار کند علیا                                 | ۳۵°۵۴′ شمالی ۵۱°۳۹′ شرقی / ۳۵٫۹۰۰°شمالی ۵۱٫۶۵۰°شرقی                                                                              | آبشار کفتالو                                                   |
| تهران               | فیروزکوه             | آبشار تنگه واشی                                | ۳۵°۵۲′ شمالی ۵۲°۴۴′ شرقی / ۳۵٫۸۶۷°شمالی ۵۲٫۷۳۳°شرقی                                                                              | آبشارهای طارس                                                  |
| چهارمحال و بختیاری  | کیار                 | آبشار کردوی کن (تنگ زندان)                     | ۳۱°۴۰′ شمالی ۵۰°۵۸′ شرقی / ۳۱٫۶۶۷°شمالی ۵۰٫۹۶۷°شرقی                                                                              |                                                                |
| چهارمحال و بختیاری  | کیار                 | آبشار دره عشق                                  | ۳۱°۴۶′ شمالی ۵۰°۴۷′ شرقی / ۳۱٫۷۶۷°شمالی ۵۰٫۷۸۳°شرقی                                                                              |                                                                |
| چهارمحال و بختیاری  | اردل                 | آبشار زردلیمه                                  | ۳۲°۰۵′ شمالی ۵۰°۳۲′ شرقی / ۳۲٫۰۸۳°شمالی ۵۰٫۵۳۳°شرقی                                                                              |                                                                |
| چهارمحال و بختیاری  | کوهرنگ               | آبشار تونل کوهرنگ                              | ۳۲°۲۷′ شمالی ۵۰°۰۷′ شرقی / ۳۲٫۴۵۰°شمالی ۵۰٫۱۱۷°شرقی                                                                              |                                                                |
| چهارمحال و بختیاری  | کوهرنگ               | آبشار شیخ علیخان                               | ۳۲°۳۱′ شمالی ۵۰°۰۵′ شرقی / ۳۲٫۵۱۷°شمالی ۵۰٫۰۸۳°شرقی                                                                              |                                                                |
| چهارمحال و بختیاری  | کوهرنگ               | آبشار نیاکان                                   | ۳۲°۳۳′ شمالی ۵۰°۰۸′ شرقی / ۳۲٫۵۵۰°شمالی ۵۰٫۱۳۳°شرقی                                                                              |                                                                |
| چهارمحال و بختیاری  | اردل                 | آبشار لندی                                     | ۳۱-۵۱-۱۲شمالی ۵۰-۱۶-۵۷شرقی |                                                                |
| چهارمحال و بختیاری  | اردل                 | آبشار کردی                                     | |                                                                |
| چهارمحال و بختیاری  | فارسان               | آبشار پیرغار                                   | ۳۲°۱۳′ شمالی ۵۰°۳۳′ شرقی / ۳۲٫۲۱۷°شمالی ۵۰٫۵۵۰°شرقی                                                                              |                                                                |
| چهارمحال و بختیاری  | لردگان               | آبشار آتشگاه                                   | ۳۱°۱۶′ شمالی ۵۱°۰۵′ شرقی / ۳۱٫۲۶۷°شمالی ۵۱٫۰۸۳°شرقی                                                                              |                                                                |
| چهارمحال و بختیاری  | لردگان               | آبشار ادور                                     | ۳۱°۳۲′ شمالی ۵۰°۲۵′ شرقی / ۳۱٫۵۳۳°شمالی ۵۰٫۴۱۷°شرقی                                                                              |                                                                |
| چهارمحال و بختیاری  | لردگان               | آبشار بابافرج                                  | ۳۱°۱۸′ شمالی ۵۱°۱۶′ شرقی / ۳۱٫۳۰۰°شمالی ۵۱٫۲۶۷°شرقی                                                                              |                                                                |
| چهارمحال و بختیاری  | لردگان               | آبشار سفیدآب                                   | ۳۱°۴۰′ شمالی ۵۰°۵۹′ شرقی / ۳۱٫۶۶۷°شمالی ۵۰٫۹۸۳°شرقی                                                                              |                                                                |
| چهارمحال و بختیاری  | لردگان               | آبشار معدن                                     | ۳۲°۴۲′ شمالی ۵۰°۵۳′ شرقی / ۳۲٫۷۰۰°شمالی ۵۰٫۸۸۳°شرقی                                                                              |                                                                |
| خراسان جنوبی        | بیرجند               | آبشار چارده                                    | ۳۲°۴۸′ شمالی ۵۹°۱۴′ شرقی / ۳۲٫۸۰۰°شمالی ۵۹٫۲۳۳°شرقی                                                                              |                                                                |
| خراسان جنوبی        | بیرجند               | آبشار گیوک                                     | ۳۲°۴۷′ شمالی ۵۹°۰۷′ شرقی / ۳۲٫۷۸۳°شمالی ۵۹٫۱۱۷°شرقی                                                                              |                                                                |
| خراسان جنوبی        | سرایان               | آبشار دره سبزرود                               | ۳۴°۰۵′ شمالی ۵۸°۳۰′ شرقی / ۳۴٫۰۸۳°شمالی ۵۸٫۵۰۰°شرقی                                                                              |                                                                |
| خراسان رضوی         | کلات                 | آبشار آبگرم                                    | ۳۶°۳۲′ شمالی ۶۰°۰۴′ شرقی / ۳۶٫۵۳۳°شمالی ۶۰٫۰۶۷°شرقی                                                                              |                                                                |
| خراسان رضوی         | کلات                 | آبشار ارتکند                                   | ۳۶°۴۸′ شمالی ۵۹°۵۳′ شرقی / ۳۶٫۸۰۰°شمالی ۵۹٫۸۸۳°شرقی                                                                              |                                                                |
| خراسان رضوی         | کلات                 | آبشار چرم                                      | ۳۷°۰۳′ شمالی ۵۹°۳۹′ شرقی / ۳۷٫۰۵۰°شمالی ۵۹٫۶۵۰°شرقی                                                                              |                                                                |
| خراسان رضوی         | کلات                 | آبشار زاوین                                    | ۳۶°۴۵′ شمالی ۵۹°۵۶′ شرقی / ۳۶٫۷۵۰°شمالی ۵۹٫۹۳۳°شرقی                                                                              |                                                                |
| خراسان رضوی         | کلات                 | آبشار قره‌سو                                    | ۳۶°۵۶′ شمالی ۵۹°۴۶′ شرقی / ۳۶٫۹۳۳°شمالی ۵۹٫۷۶۷°شرقی                                                                              |                                                                |
| خراسان رضوی         | بردسکن               | آبشار درونه                                    | ۳۴°۵۸′ شمالی ۶۰°۱۰′ شرقی / ۳۴٫۹۶۷°شمالی ۶۰٫۱۶۷°شرقی                                                                              |                                                                |
| خراسان رضوی         | تایباد               | آبشار ارزنه                                    | ۳۴°۵۸′ شمالی ۶۰°۱۰′ شرقی / ۳۴٫۹۶۷°شمالی ۶۰٫۱۶۷°شرقی                                                                              |                                                                |
| خراسان رضوی         | تربت جام             | آبشار استای بالا                               | ۳۵°۲۶′ شمالی ۶۱°۰۵′ شرقی / ۳۵٫۴۳۳°شمالی ۶۱٫۰۸۳°شرقی                                                                              |                                                                |
| خراسان رضوی         | چناران               | آبشار آبقد                                     | ۳۶°۴۶′ شمالی ۵۹°۲۷′ شرقی / ۳۶٫۷۶۷°شمالی ۵۹٫۴۵۰°شرقی                                                                              |                                                                |
| خراسان رضوی         | چناران               | آبشار اخلمد                                    | ۳۶°۳۴′ شمالی ۵۸°۵۶′ شرقی / ۳۶٫۵۶۷°شمالی ۵۸٫۹۳۳°شرقی                                                                              |                                                                |
| خراسان رضوی         | فریمان               | آبشار چهارتکاب                                 | ۳۵°۳۰′ شمالی ۵۹°۵۳′ شرقی / ۳۵٫۵۰۰°شمالی ۵۹٫۸۸۳°شرقی                                                                              |                                                                |
| خراسان رضوی         | گناباد               | آبشار کاخک                                     | ۳۴°۰۹′ شمالی ۵۸°۳۸′ شرقی / ۳۴٫۱۵۰°شمالی ۵۸٫۶۳۳°شرقی                                                                              |                                                                |
| خراسان رضوی         | تربت حیدریه          | آبشار رودمعجن                                  | ۳۵°۲۲′ شمالی ۵۹°۰۰′ شرقی / ۳۵٫۳۶۷°شمالی ۵۹٫۰۰۰°شرقی                                                                              |                                                                |
| خراسان غربی         | سبزوار               | آبشار بید                                      | ۳۶°۲۸′ شمالی ۵۷°۲۸′ شرقی / ۳۶٫۴۶۷°شمالی ۵۷٫۴۶۷°شرقی                                                                              |                                                                |
| خراسان غربی         | سبزوار               | آبشارهای بفره                                  | ۳۵°۳۰′ شمالی ۵۹°۵۳′ شرقی / ۳۵٫۵۰۰°شمالی ۵۹٫۸۸۳°شرقی                                                                              |                                                                |
| خراسان غربی         | سبزوار               | آبشار نورآباد                                  | ۳۵°۲۷′ شمالی ۵۸°۱۷′ شرقی / ۳۵٫۴۵۰°شمالی ۵۸٫۲۸۳°شرقی                                                                              |                                                                |
| خراسان غربی         | سبزوار               | آبشار مشکین دره                                | ۳۵°۲۷′ شمالی ۵۸°۱۷′ شرقی / ۳۵٫۴۵۰°شمالی ۵۸٫۲۸۳°شرقی                                                                              |                                                                |
| خراسان غربی         | کاشمر                | آبشار کریز                                     | ۳۵°۲۷′ شمالی ۵۸°۱۷′ شرقی / ۳۵٫۴۵۰°شمالی ۵۸٫۲۸۳°شرقی                                                                              |                                                                |
| خراسان غربی         | خلیل‌آباد             | هفت آبشار                                      | ۳۴°۵۸′ شمالی ۶۰°۱۰′ شرقی / ۳۴٫۹۶۷°شمالی ۶۰٫۱۶۷°شرقی                                                                              |                                                                |
| خراسان غربی         | بردسکن               | آبشار درونه                                    | ۳۴°۵۸′ شمالی ۶۰°۱۰′ شرقی / ۳۴٫۹۶۷°شمالی ۶۰٫۱۶۷°شرقی                                                                              |                                                                |
| خراسان غربی         | نیشابور              | آبشار بار                                      | ۳۶°۲۹′ شمالی ۵۸°۴۳′ شرقی / ۳۶٫۴۸۳°شمالی ۵۸٫۷۱۷°شرقی                                                                              |                                                                |
| خراسان غربی         | نیشابور              | آبشار بوژان                                    | ۳۶°۱۵′ شمالی ۵۸°۵۸′ شرقی / ۳۶٫۲۵۰°شمالی ۵۸٫۹۶۷°شرقی                                                                              |                                                                |
| خراسان غربی         | نیشابور              | آبشار دررود                                    | ۳۶°۰۹′ شمالی ۵۹°۰۷′ شرقی / ۳۶٫۱۵۰°شمالی ۵۹٫۱۱۷°شرقی                                                                              |                                                                |
| خراسان شمالی        | اسفراین              | آبشار ایزی                                     | ۳۷°۰۰′ شمالی ۵۷°۳۶′ شرقی / ۳۷٫۰۰۰°شمالی ۵۷٫۶۰۰°شرقی                                                                              |                                                                |
| خراسان شمالی        | اسفراین              | آبشار توی                                      | ۳۷°۰۹′ شمالی ۵۷°۰۵′ شرقی / ۳۷٫۱۵۰°شمالی ۵۷٫۰۸۳°شرقی                                                                              |                                                                |
| خراسان شمالی        | بجنورد               | آبشار بارگه                                    | ۳۷°۱۹′ شمالی ۵۷°۳۴′ شرقی / ۳۷٫۳۱۷°شمالی ۵۷٫۵۶۷°شرقی                                                                              |                                                                |
| خراسان شمالی        | بجنورد               | آبشار بیار                                     | ۳۷°۳۱′ شمالی ۵۶°۵۷′ شرقی / ۳۷٫۵۱۷°شمالی ۵۶٫۹۵۰°شرقی                                                                              |                                                                |
| خراسان شمالی        | بجنورد               | آبشار حمید                                     | ۳۷°۲۵′ شمالی ۵۷°۲۸′ شرقی / ۳۷٫۴۱۷°شمالی ۵۷٫۴۶۷°شرقی                                                                              |                                                                |
| خراسان شمالی        | شیروان               | آبشار اسطرخی                                   | ۳۷°۱۰′ شمالی ۵۷°۵۴′ شرقی / ۳۷٫۱۶۷°شمالی ۵۷٫۹۰۰°شرقی                                                                              |                                                                |
| خراسان شمالی        | شیروان               | آبشار زوارم                                    | ۳۷°۱۹′ شمالی ۵۷°۴۴′ شرقی / ۳۷٫۳۱۷°شمالی ۵۷٫۷۳۳°شرقی                                                                              |                                                                |
| خراسان شمالی        | شیروان               | آبشار کهنه اوغاز                               | ۳۶°۰۹′ شمالی ۵۹°۰۷′ شرقی / ۳۶٫۱۵۰°شمالی ۵۹٫۱۱۷°شرقی                                                                              |                                                                |
| خراسان شمالی        | فاروج                | آبشار اسفجیر                                   | ۳۷°۲۳′ شمالی ۵۸°۱۷′ شرقی / ۳۷٫۳۸۳°شمالی ۵۸٫۲۸۳°شرقی                                                                              |                                                                |
| خوزستان             | ایذه                 | آبشار تنگ کرد                                  | ۳۱°۴۳′ شمالی ۴۹°۵۰′ شرقی / ۳۱٫۷۱۷°شمالی ۴۹٫۸۳۳°شرقی                                                                              |                                                                |
| خوزستان             | ایذه                 | آبشار شیوند                                    | ۳۱°۳۷′ شمالی ۵۰°۱۲′ شرقی / ۳۱٫۶۱۷°شمالی ۵۰٫۲۰۰°شرقی                                                                              |                                                                |
| خوزستان             | باغ‌ملک               | آبشار قلعه تل                                  | ۳۱°۳۹′ شمالی ۴۹°۵۵′ شرقی / ۳۱٫۶۵۰°شمالی ۴۹٫۹۱۷°شرقی                                                                              |                                                                |
| خوزستان             | دزفول                | آبشار شوی                                      | ۳۲°۵۰′ شمالی ۴۸°۵۰′ شرقی / ۳۲٫۸۳۳°شمالی ۴۸٫۸۳۳°شرقی                                                                              |                                                                |
| خوزستان             | شوشتر                | آبشارهای شوشتر (سیکاها)                        | ۳۲°۰۲′ شمالی ۴۸°۵۱′ شرقی / ۳۲٫۰۳۳°شمالی ۴۸٫۸۵۰°شرقی                                                                              |                                                                |
| خوزستان             | لالی                 | آبشار آرپناه                                   | ۳۲°۲۶′ شمالی ۴۹°۲۰′ شرقی / ۳۲٫۴۳۳°شمالی ۴۹٫۳۳۳°شرقی                                                                              |                                                                |
| خوزستان             | لالی                 | آبشار باباروزبهان                              | ۳۲°۳۳′ شمالی ۴۹°۱۴′ شرقی / ۳۲٫۵۵۰°شمالی ۴۹٫۲۳۳°شرقی                                                                              |                                                                |
| خوزستان             | مسجدسلیمان           | آبشار نگین                                     | ۳۲°۲۰′ شمالی ۴۹°۳۸′ شرقی / ۳۲٫۳۳۳°شمالی ۴۹٫۶۳۳°شرقی                                                                              |                                                                |
| زنجان               | ابهر                 | آبشار کله خانه                                 | ۳۶°۲۰′ شمالی ۴۹°۲۲′ شرقی / ۳۶٫۳۳۳°شمالی ۴۹٫۳۶۷°شرقی                                                                              |                                                                |
| زنجان               | زنجان                | آبشار شارشار                                   | ۳۶°۴۷′ شمالی ۴۸°۳۴′ شرقی / ۳۶٫۷۸۳°شمالی ۴۸٫۵۶۷°شرقی                                                                              |                                                                |
| زنجان               | طارم                 | آبشار هشترخان                                  | ۳۶°۴۵′ شمالی ۴۸°۵۰′ شرقی / ۳۶٫۷۵۰°شمالی ۴۸٫۸۳۳°شرقی                                                                              |                                                                |
| سمنان               | شاهرود               | آبشار آلوچال                                   | ۳۶°۲۶′ شمالی ۵۴°۳۹′ شرقی / ۳۶٫۴۳۳°شمالی ۵۴٫۶۵۰°شرقی                                                                              |                                                                |
| سمنان               | شاهرود               | آبشار مجن                                      | ۳۶°۲۶′ شمالی ۵۴°۳۹′ شرقی / ۳۶٫۴۳۳°شمالی ۵۴٫۶۵۰°شرقی                                                                              |                                                                |
| سمنان               | شاهرود               | آبشار نکارمن                                   | ۳۶°۳۲′ شمالی ۵۴°۵۱′ شرقی / ۳۶٫۵۳۳°شمالی ۵۴٫۸۵۰°شرقی                                                                              | آب پران - نام نیک (شاهرود) - روزیه (سمنان) - پیرخوشتر (دامغان) |
| سیستان و بلوچستان   | ایرانشهر - بزمان     | آبشار سراب بدوک                                | ۲۷°۵۴′ شمالی ۵۹°۴۴′ شرقی / ۲۷٫۹۰۰°شمالی ۵۹٫۷۳۳°شرقی                                                                              |                                                                |
| سیستان و بلوچستان   | دلگان - گلمورتی      | آبشار اسپن                                     | ۲۶°۵۳′ شمالی ۵۹°۰۳′ شرقی / ۲۶٫۸۸۳°شمالی ۵۹٫۰۵۰°شرقی                                                                              |                                                                |
| سیستان و بلوچستان   | نیک‌شهر               | آبشار آبندساربوگ                               | ۲۶°۱۵′ شمالی ۶۰°۳۵′ شرقی / ۲۶٫۲۵۰°شمالی ۶۰٫۵۸۳°شرقی                                                                              |                                                                |
| سیستان و بلوچستان   | نیک‌شهر               | آبشار گلکان                                    | ۲۶°۲۷′ شمالی ۶۰°۱۲′ شرقی / ۲۶٫۴۵۰°شمالی ۶۰٫۲۰۰°شرقی                                                                              | لادیز (زاهدان - میرجاوه)                                       |
| سیستان و بلوچستان   | سراوان               | آبشار جور                                      | | بخش بم پشت                                                     |
| فارس                | استهبان              | آبشار استهبان                                  | ۲۹°۰۶′ شمالی ۵۴°۰۲′ شرقی / ۲۹٫۱۰۰°شمالی ۵۴٫۰۳۳°شرقی                                                                              | لای تاریک - سلطان شهباز                                        |
| فارس                | اقلید                | آبشار تنگ براق                                 | ۳۰°۳۹′ شمالی ۵۲°۰۹′ شرقی / ۳۰٫۶۵۰°شمالی ۵۲٫۱۵۰°شرقی                                                                              |                                                                |
| فارس                | بوانات               | آبشار سبزه چیر                                 | ۳۰°۲۱′ شمالی ۵۳°۳۰′ شرقی / ۳۰٫۳۵۰°شمالی ۵۳٫۵۰۰°شرقی                                                                              |                                                                |
| فارس                | داراب                | آبشار فدامی                                    | ۲۸°۱۲′ شمالی ۵۵°۰۸′ شرقی / ۲۸٫۲۰۰°شمالی ۵۵٫۱۳۳°شرقی                                                                              |                                                                |
| فارس                | داراب                | آبشار تنگ رغز                                  | ۲۸°۵۳′ شمالی ۵۴°۱۷′ شرقی / ۲۸٫۸۸۳°شمالی ۵۴٫۲۸۳°شرقی                                                                              |                                                                |
| فارس                | سپیدان               | آبشار پراشکفت                                  | ۳۰°۲۲′ شمالی ۵۱°۴۰′ شرقی / ۳۰٫۳۶۷°شمالی ۵۱٫۶۶۷°شرقی                                                                              |                                                                |
| فارس                | سپیدان               | آبشار چیکان                                    | ۳۰°۲۹′ شمالی ۵۱°۵۸′ شرقی / ۳۰٫۴۸۳°شمالی ۵۱٫۹۶۷°شرقی                                                                              | مورزیان                                                        |
| فارس                | سپیدان               | آبشار مارگون                                   | ۳۰°۱۹′ شمالی ۵۱°۵۳′ شرقی / ۳۰٫۳۱۷°شمالی ۵۱٫۸۸۳°شرقی                                                                              | تنگ تیزاب                                                      |
| فارس                | سپیدان               | آبشار هرایجان                                  | ۳۰°۰۲′ شمالی ۵۲°۰۲′ شرقی / ۳۰٫۰۳۳°شمالی ۵۲٫۰۳۳°شرقی                                                                              |                                                                |
| فارس                | شیراز                | آبشار قلات                                     | ۲۹°۴۸′ شمالی ۵۲°۱۹′ شرقی / ۲۹٫۸۰۰°شمالی ۵۲٫۳۱۷°شرقی                                                                              |                                                                |
| فارس                | شیراز - دشت ارژن     | آبشار چرو                                      | ۲۹°۳۹′ شمالی ۵۱°۵۸′ شرقی / ۲۹٫۶۵۰°شمالی ۵۱٫۹۶۷°شرقی                                                                              | دریاهک - دم اسب - رامغان                                       |
| فارس                | فیروزآباد            | آبشار خرقه                                     | ۲۸°۵۴′ شمالی ۵۲°۳۲′ شرقی / ۲۸٫۹۰۰°شمالی ۵۲٫۵۳۳°شرقی                                                                              | هفت آسیاب                                                      |
| فارس                | کازرون               | آبشار حکیم‌باشی                                 | ۲۹°۴۵′ شمالی ۵۱°۳۲′ شرقی / ۲۹٫۷۵۰°شمالی ۵۱٫۵۳۳°شرقی                                                                              |                                                                |
| فارس                | مرودشت               | آبشار تنگ بستانک (بهشت گمشده)                  | ۳۰°۱۵′ شمالی ۵۲°۰۹′ شرقی / ۳۰٫۲۵۰°شمالی ۵۲٫۱۵۰°شرقی                                                                              |                                                                |
| فارس                | مرودشت               | آبشار دشتک                                     | ۳۰°۱۷′ شمالی ۵۲°۲۷′ شرقی / ۳۰٫۲۸۳°شمالی ۵۲٫۴۵۰°شرقی                                                                              |                                                                |
| فارس                | لامرد                | آبشار چک چک                                    | ۲۷°۴۳′ شمالی ۵۲°۴۰′ شرقی / ۲۷٫۷۱۷°شمالی ۵۲٫۶۶۷°شرقی                                                                              | رحمت آباد                                                      |
| فارس                | ممسنی - نورآباد      | آبشار تنگسا                                    | ۳۰°۱۰′ شمالی ۵۱°۳۶′ شرقی / ۳۰٫۱۶۷°شمالی ۵۱٫۶۰۰°شرقی                                                                              | سالاری                                                         |
| فارس                | ممسنی - نورآباد      | آبشار حسنی پاچر                                | ۳۰°۰۱′ شمالی ۵۱°۵۸′ شرقی / ۳۰٫۰۱۷°شمالی ۵۱٫۹۶۷°شرقی                                                                              |                                                                |
| فارس                | نی‌ریز                | آبشار تارم                                     | ۲۹°۰۹′ شمالی ۵۴°۲۰′ شرقی / ۲۹٫۱۵۰°شمالی ۵۴٫۳۳۳°شرقی                                                                              |                                                                |
| قزوین               | الموت                | آبشار گرمارود                                  | ۳۶°۲۵′ شمالی ۵۰°۴۵′ شرقی / ۳۶٫۴۱۷°شمالی ۵۰٫۷۵۰°شرقی                                                                              | آبشار اوان (قزوین)                                             |
| قزوین               | قزوین                | آبشار ایل چوپان                                | ۳۶°۲۹′ شمالی ۴۹°۲۶′ شرقی / ۳۶٫۴۸۳°شمالی ۴۹٫۴۳۳°شرقی                                                                              |                                                                |
| قزوین               | قزوین                | آبشار ورچُر                                     | ۳۶°۲۲′ شمالی ۵۰°۱۷′ شرقی / ۳۶٫۳۶۷°شمالی ۵۰٫۲۸۳°شرقی                                                                              |                                                                |
| قم                  | قم - دستجرد          | آبشار نوقاهان                                  | ۳۴°۴۳′ شمالی ۵۰°۱۶′ شرقی / ۳۴٫۷۱۷°شمالی ۵۰٫۲۶۷°شرقی                                                                              |                                                                |
| قم                  | قم - کهک             | آبشار فردو                                     | ۳۴°۱۴′ شمالی ۵۰°۵۴′ شرقی / ۳۴٫۲۳۳°شمالی ۵۰٫۹۰۰°شرقی                                                                              |                                                                |
| کردستان             | سروآباد - اورامان    | آبشار بل                                       | ۳۵°۱۳′ شمالی ۴۶°۱۸′ شرقی / ۳۵٫۲۱۷°شمالی ۴۶٫۳۰۰°شرقی                                                                              |                                                                |
| کردستان             | مریوان               | آبشار گویله                                    | ۳۵°۴۱′ شمالی ۴۶°۱۹′ شرقی / ۳۵٫۶۸۳°شمالی ۴۶٫۳۱۷°شرقی                                                                              |                                                                |
| کردستان             | مریوان               | آبشارهای کوه چهل چشمه                          | ۳۵°۴۸′ شمالی ۴۶°۳۲′ شرقی / ۳۵٫۸۰۰°شمالی ۴۶٫۵۳۳°شرقی                                                                              |                                                                |
| کرمان               | بافت - رابر          | آبشار آبسر                                     | ۲۹°۱۲′ شمالی ۵۷°۰۵′ شرقی / ۲۹٫۲۰۰°شمالی ۵۷٫۰۸۳°شرقی                                                                              |                                                                |
| کرمان               | جیرفت                | آبشار وروار                                    | ۲۸°۳۱′ شمالی ۵۸°۱۰′ شرقی / ۲۸٫۵۱۷°شمالی ۵۸٫۱۶۷°شرقی                                                                              |                                                                |
| کرمان               | جیرفت                | آبشار سرانکوه                                  | ۲۸°۳۲′ شمالی ۵۸°۱۱′ شرقی / ۲۸٫۵۳۳°شمالی ۵۸٫۱۸۳°شرقی                                                                              |                                                                |
| کرمان               | جیرفت                | آبشار دوساری                                   | ۲۸°۲۶′ شمالی ۵۷°۵۶′ شرقی / ۲۸٫۴۳۳°شمالی ۵۷٫۹۳۳°شرقی                                                                              |                                                                |
| کرمان               | جیرفت - لفارد        | آبشار کراه                                     | ۲۸°۵۸′ شمالی ۵۷°۳۶′ شرقی / ۲۸٫۹۶۷°شمالی ۵۷٫۶۰۰°شرقی                                                                              | آبشارهای دره گلم دخترکش                                        |
| کرمان               | کرمان - راین         | آبشار راین                                     | ۲۹°۳۳′ شمالی ۵۷°۱۵′ شرقی / ۲۹٫۵۵۰°شمالی ۵۷٫۲۵۰°شرقی                                                                              |                                                                |
| کرمان               | کرمان                | آبشارهای سیمک                                  | ۳۰°۳۰′ شمالی ۵۷°۱۱′ شرقی / ۳۰٫۵۰۰°شمالی ۵۷٫۱۸۳°شرقی                                                                              | آبشارهای دره شنگستان                                           |
| کرمان               | کرمان - ماهان        | آبشار جوپار                                    | ۲۹°۵۵′ شمالی ۵۷°۱۲′ شرقی / ۲۹٫۹۱۷°شمالی ۵۷٫۲۰۰°شرقی                                                                              |                                                                |
| کرمانشاه            | ثلاث باباجانی        | آبشار شیخ صله                                  | ۳۵°۱۱′ شمالی ۴۶°۱۵′ شرقی / ۳۵٫۱۸۳°شمالی ۴۶٫۲۵۰°شرقی                                                                              |                                                                |
| کرمانشاه            | پاوه                 | آبشار دریبر                                    | ۳۵°۱۱′ شمالی ۴۶°۱۵′ شرقی / ۳۵٫۱۸۳°شمالی ۴۶٫۲۵۰°شرقی                                                                              |                                                                |
| کرمانشاه            | پاوه                 | آبشار دشه                                      | ۳۵°۱۱′ شمالی ۴۶°۱۵′ شرقی / ۳۵٫۱۸۳°شمالی ۴۶٫۲۵۰°شرقی                                                                              |                                                                |
| کرمانشاه            | پاوه                 | آبشار شیلماو                                   | ۳۵°۱۱′ شمالی ۴۶°۱۵′ شرقی / ۳۵٫۱۸۳°شمالی ۴۶٫۲۵۰°شرقی                                                                              |                                                                |
| کرمانشاه            | پاوه                 | آبشار شولخه                                    | ۳۵°۱۱′ شمالی ۴۶°۱۵′ شرقی / ۳۵٫۱۸۳°شمالی ۴۶٫۲۵۰°شرقی                                                                              |                                                                |
| کرمانشاه            | پاوه                 | آبشار نودشه                                    | ۳۵°۱۱′ شمالی ۴۶°۱۵′ شرقی / ۳۵٫۱۸۳°شمالی ۴۶٫۲۵۰°شرقی                                                                              |                                                                |
| کرمانشاه            | سرپل ذهاب            | آبشار پیران                                    | ۳۴°۳۰′ شمالی ۴۵°۵۸′ شرقی / ۳۴٫۵۰۰°شمالی ۴۵٫۹۶۷°شرقی                                                                              |                                                                |
| کرمانشاه            | صحنه                 | آبشار دربند                                    | ۳۴°۲۸′ شمالی ۴۷°۴۱′ شرقی / ۳۴٫۴۶۷°شمالی ۴۷٫۶۸۳°شرقی                                                                              |                                                                |
| کرمانشاه            | سنقر                 | آبشار گینشاپسند                                | ۳۵°۱۱′ شمالی ۴۶°۱۵′ شرقی / ۳۵٫۱۸۳°شمالی ۴۶٫۲۵۰°شرقی                                                                              |                                                                |
| کرمانشاه            | گیلانغرب             | آبشار تنگ گلم                                  | ۳۴°۳۰′ شمالی ۴۵°۵۸′ شرقی / ۳۴٫۵۰۰°شمالی ۴۵٫۹۶۷°شرقی                                                                              |                                                                |
| کرمانشاه            | اسلام‌آباد غرب        | آبشار تنگ صندوقه                               | ۳۴°۳۰′ شمالی ۴۵°۵۸′ شرقی / ۳۴٫۵۰۰°شمالی ۴۵٫۹۶۷°شرقی                                                                              |                                                                |
| کهگیلویه و بویراحمد | بویراحمد             | آبشار تنگ تامرادی                              | ۳۰°۳۲′ شمالی ۵۱°۲۷′ شرقی / ۳۰٫۵۳۳°شمالی ۵۱٫۴۵۰°شرقی                                                                              |                                                                |
| کهگیلویه و بویراحمد | بویراحمد             | آبشار یاسوج                                    | ۳۰°۴۰′ شمالی ۵۱°۳۶′ شرقی / ۳۰٫۶۶۷°شمالی ۵۱٫۶۰۰°شرقی                                                                              |                                                                |
| کهگیلویه و بویراحمد | بویراحمد             | آبشار طسوج                                     | ۳۰°۴۰′ شمالی ۵۱°۰۵′ شرقی / ۳۰٫۶۶۷°شمالی ۵۱٫۰۸۳°شرقی                                                                              |                                                                |
| کهگیلویه و بویراحمد | دنا                  | آبشار بهرام بیگی                               | ۳۱°۰۱′ شمالی ۵۱°۰۶′ شرقی / ۳۱٫۰۱۷°شمالی ۵۱٫۱۰۰°شرقی                                                                              |                                                                |
| کهگیلویه و بویراحمد | دنا                  | آبشار منج                                      | ۳۱°۰۹′ شمالی ۵۱°۰۶′ شرقی / ۳۱٫۱۵۰°شمالی ۵۱٫۱۰۰°شرقی                                                                              |                                                                |
| کهگیلویه و بویراحمد | دنا - سی سخت         | آبشار تنگه نمک                                 | ۳۰°۵۳′ شمالی ۵۱°۲۷′ شرقی / ۳۰٫۸۸۳°شمالی ۵۱٫۴۵۰°شرقی                                                                              |                                                                |
| کهگیلویه و بویراحمد | دنا - سی سخت         | آبشار ناری                                     | ۳۰°۵۴′ شمالی ۵۱°۲۷′ شرقی / ۳۰٫۹۰۰°شمالی ۵۱٫۴۵۰°شرقی                                                                              |                                                                |
| کهگیلویه و بویراحمد | دنا - سی سخت         | آبشار کوه گل                                   | ۳۰°۵۴′ شمالی ۵۱°۲۸′ شرقی / ۳۰٫۹۰۰°شمالی ۵۱٫۴۶۷°شرقی                                                                              |                                                                |
| کهگیلویه و بویراحمد | کهگیلویه             | آبشار تنگ موی سادات                            | ۳۰°۴۸′ شمالی ۵۰°۵۹′ شرقی / ۳۰٫۸۰۰°شمالی ۵۰٫۹۸۳°شرقی                                                                              |                                                                |
| کهگیلویه و بویراحمد | کهگیلویه             | آبشار کمردوغ                                   | ۳۱°۵۳′ شمالی ۴۹°۴۹′ شرقی / ۳۱٫۸۸۳°شمالی ۴۹٫۸۱۷°شرقی                                                                              |                                                                |
| کهگیلویه و بویراحمد | کهگیلویه             | آبشار توف خیمه سوق                             | ۳۰°۵۵′ شمالی ۵۰°۲۳′ شرقی / ۳۰٫۹۱۷°شمالی ۵۰٫۳۸۳°شرقی                                                                              |                                                                |
| کهگیلویه و بویراحمد | گچساران              | آبشار گنج بنار                                 | ۳۰°۲۴′ شمالی ۵۰°۵۰′ شرقی / ۳۰٫۴۰۰°شمالی ۵۰٫۸۳۳°شرقی                                                                              |                                                                |
| کهگیلویه و بویراحمد | گچساران              | آبشار شادگان                                   | ۳۰°۳۲′ شمالی ۵۰°۵۷′ شرقی / ۳۰٫۵۳۳°شمالی ۵۰٫۹۵۰°شرقی                                                                              | آبشار گله جهنی (یا گله جنی)                                    |
| گلستان              | آزادشهر، مرزبن       | آبشار لاشو                                     | ۳۷°۰۴′ شمالی ۵۵°۲۲′ شرقی / ۳۷٫۰۶۷°شمالی ۵۵٫۳۶۷°شرقی                                                                              |                                                                |
| گلستان              | علی‌آباد              | آبشار چلی                                      | ۳۶°۴۷′ شمالی ۵۴°۵۱′ شرقی / ۳۶٫۷۸۳°شمالی ۵۴٫۸۵۰°شرقی                                                                              | جوزک - گنجو                                                    |
| گلستان              | علی‌آباد              | آبشار چه جا                                    | ۳۷°۰۴۱′ شمالی ۵۵°۲۲۸′ شرقی / ۳۷٫۶۸۳°شمالی ۵۸٫۸۰۰°شرقی مختصات: دقایق طول جغرافیایی >= ۶۰ {{#coordinates:}}: طول جغرافیایی نامعتبر |                                                                |
| گلستان              | علی‌آباد              | آبشار شیرآباد                                  | ۳۶°۵۶′ شمالی ۵۵°۰۲′ شرقی / ۳۶٫۹۳۳°شمالی ۵۵٫۰۳۳°شرقی                                                                              |                                                                |
| گلستان              | علی‌آباد              | آبشار کبودوال                                  | ۳۶°۵۲′ شمالی ۵۴°۵۴′ شرقی / ۳۶٫۸۶۷°شمالی ۵۴٫۹۰۰°شرقی                                                                              |                                                                |
| گلستان              | کردکوی               | آبشار کردکوی (دوآب)                            | ۳۶°۴۵′ شمالی ۵۴°۰۷′ شرقی / ۳۶٫۷۵۰°شمالی ۵۴٫۱۱۷°شرقی                                                                              | جم - هفت طبقه                                                  |
| گلستان              | گرگان                | آبشار باران کوه                                | ۳۶°۴۱′ شمالی ۵۴°۲۳′ شرقی / ۳۶٫۶۸۳°شمالی ۵۴٫۳۸۳°شرقی                                                                              | گرمابدشت                                                       |
| گلستان              | گرگان                | آبشار رنگو                                     | ۳۶°۴۴′ شمالی ۵۴°۲۵′ شرقی / ۳۶٫۷۳۳°شمالی ۵۴٫۴۱۷°شرقی                                                                              |                                                                |
| گلستان              | گرگان                | آبشار زیارت                                    | ۳۶°۴۱′ شمالی ۵۴°۲۸′ شرقی / ۳۶٫۶۸۳°شمالی ۵۴٫۴۶۷°شرقی                                                                              | آبشارهای دره مرکزی تل انبار                                    |
| گلستان              | گرگان                | آبشار شصت کلاته                                | ۳۶°۴۵′ شمالی ۵۴°۲۱′ شرقی / ۳۶٫۷۵۰°شمالی ۵۴٫۳۵۰°شرقی                                                                              |                                                                |
| گلستان              | مینودشت              | آبشار حسینا                                    | ۳۷°۰۶′ شمالی ۵۵°۳۰′ شرقی / ۳۷٫۱۰۰°شمالی ۵۵٫۵۰۰°شرقی                                                                              |                                                                |
| گلستان              | مینودشت              | آبشار لولوم                                    | ۳۷°۰۸′ شمالی ۵۵°۲۲′ شرقی / ۳۷٫۱۳۳°شمالی ۵۵٫۳۶۷°شرقی                                                                              |                                                                |
| گلستان              | مینودشت              | آبشار لوه                                      | ۳۷°۲۰′ شمالی ۵۵°۳۹′ شرقی / ۳۷٫۳۳۳°شمالی ۵۵٫۶۵۰°شرقی                                                                              |                                                                |
| گلستان              | مینودشت              | آبشار پارک گلستان                              | ۳۷°۲۱′ شمالی ۵۵°۴۷′ شرقی / ۳۷٫۳۵۰°شمالی ۵۵٫۷۸۳°شرقی                                                                              | آق سو - دارآباد - غارچشمه - کارنگ کفتر - میرحسین قایا          |
| گیلان               | آستارا               | آبشار لاتون                                    | ۳۸°۱۹′ شمالی ۴۸°۴۳′ شرقی / ۳۸٫۳۱۷°شمالی ۴۸٫۷۱۷°شرقی                                                                              | باباعلی - کوته کومه                                            |
| گیلان               | تالش                 | آبشار لمیر                                     | |                                                                |
| گیلان               | طوالش                | آبشار زمرد                                     | ۳۸°۰۹′ شمالی ۴۸°۵۲′ شرقی / ۳۸٫۱۵۰°شمالی ۴۸٫۸۶۷°شرقی                                                                              | ورزن - کیش دیبی                                                |
| گیلان               | رضوانشهر             | آبشار ویسادار                                  | ۳۷°۳۵′ شمالی ۴۸°۵۵′ شرقی / ۳۷٫۵۸۳°شمالی ۴۸٫۹۱۷°شرقی                                                                              | آسیابگا                                                        |
| گیلان               | رودسر                | آبشار سجیران                                   | ۳۶°۵۹′ شمالی ۵۰°۱۷′ شرقی / ۳۶٫۹۸۳°شمالی ۵۰٫۲۸۳°شرقی                                                                              |                                                                |
| گیلان               | سیاهکل               | آبشار لونک                                     | ۳۷°۰۲′ شمالی ۴۹°۵۳′ شرقی / ۳۷٫۰۳۳°شمالی ۴۹٫۸۸۳°شرقی                                                                              |                                                                |
| گیلان               | سیاهکل - دیلمان      | آبشار باباولی                                  | ۳۶°۵۱′ شمالی ۴۹°۵۴′ شرقی / ۳۶٫۸۵۰°شمالی ۴۹٫۹۰۰°شرقی                                                                              |                                                                |
| گیلان               | لاهیجان              | آبشار شیطان کوه                                | ۳۷°۱۲′ شمالی ۵۰°۰۱′ شرقی / ۳۷٫۲۰۰°شمالی ۵۰٫۰۱۷°شرقی                                                                              |                                                                |
| گیلان               | فومن - ماسوله        | آبشارهای ماسوله                                | ۳۷°۰۹′ شمالی ۴۹°۵۹′ شرقی / ۳۷٫۱۵۰°شمالی ۴۹٫۹۸۳°شرقی                                                                              | کوشم - ماسوله رودخان - خرم بو (خربو) - تروشوم - لارچشمه        |
| لرستان              | دورود                | آبشار ازنادر                                   | ۳۳°۲۲′ شمالی ۴۹°۲۴′ شرقی / ۳۳٫۳۶۷°شمالی ۴۹٫۴۰۰°شرقی                                                                              |                                                                |
| لرستان              | الشتر                | آبشار گلهو                                     | ۳۳°۴۳′ شمالی ۴۸°۱۵′ شرقی / ۳۳٫۷۱۷°شمالی ۴۸٫۲۵۰°شرقی                                                                              |                                                                |
| لرستان              | الیگودرز             | آبشار آب‌سفید                                   | ۳۳°۰۲′ شمالی ۴۹°۳۴′ شرقی / ۳۳٫۰۳۳°شمالی ۴۹٫۵۶۷°شرقی                                                                              |                                                                |
| لرستان              | بروجرد               | آبشارهای ونایی                                 | ۳۳°۵۳′ شمالی ۴۸°۳۳′ شرقی / ۳۳٫۸۸۳°شمالی ۴۸٫۵۵۰°شرقی                                                                              | سراب سفید - مال حاضری - مزاریا - کته یا                        |
| لرستان              | پلدختر               | آبشار افرینه                                   | ۳۳°۱۸′ شمالی ۴۷°۵۳′ شرقی / ۳۳٫۳۰۰°شمالی ۴۷٫۸۸۳°شرقی                                                                              | معمولان                                                        |
| لرستان              | خرم‌آباد              | آبشار طلایی                                    | ۳۳°۳۲′ شمالی ۴۸°۱۹′ شرقی / ۳۳٫۵۳۳°شمالی ۴۸٫۳۱۷°شرقی                                                                              |                                                                |
| لرستان              | خرم‌آباد              | آبشار نوژیان                                   | ۳۳°۱۶′ شمالی ۴۸°۳۱′ شرقی / ۳۳٫۲۶۷°شمالی ۴۸٫۵۱۷°شرقی                                                                              |                                                                |
| لرستان              | خرم‌آباد              | آبشار وارک                                     | ۳۳°۱۸′ شمالی ۴۸°۲۸′ شرقی / ۳۳٫۳۰۰°شمالی ۴۸٫۴۶۷°شرقی                                                                              |                                                                |
| لرستان              | خرم‌آباد              | آبشار بیشه                                     | ۳۳°۲۰′ شمالی ۴۸°۵۲′ شرقی / ۳۳٫۳۳۳°شمالی ۴۸٫۸۶۷°شرقی                                                                              |                                                                |
| لرستان              | دورود                | آبشار وقت و ساعت                               | ۳۳°۲۳′ شمالی ۴۹°۰۲′ شرقی / ۳۳٫۳۸۳°شمالی ۴۹٫۰۳۳°شرقی                                                                              |                                                                |
| لرستان              | خرم‌آباد - سپیددشت    | آبشارهای سرکانه (هفت چشمه)                     | ۳۳°۱۵′ شمالی ۴۸°۴۴′ شرقی / ۳۳٫۲۵۰°شمالی ۴۸٫۷۳۳°شرقی                                                                              |                                                                |
| لرستان              | الیگودرز - شول‌آباد   | آبشار تاف                                      | ۳۳°۱۰′ شمالی ۴۹°۰۵′ شرقی / ۳۳٫۱۶۷°شمالی ۴۹٫۰۸۳°شرقی                                                                              |                                                                |
| لرستان              | الیگودرز - شول‌آباد   | آبشار چکان                                     | ۳۳°۱۱′ شمالی ۴۹°۱۶′ شرقی / ۳۳٫۱۸۳°شمالی ۴۹٫۲۶۷°شرقی                                                                              |                                                                |
| لرستان              | کوهدشت               | آبشار شیرز                                     | ۳۳°۴۰′ شمالی ۴۷°۳۳′ شرقی / ۳۳٫۶۶۷°شمالی ۴۷٫۵۵۰°شرقی                                                                              | تنگ شیرزاد                                                     |
| لرستان              | نورآباد              | آبشار غسلگه                                    | ۳۳°۵۸′ شمالی ۴۷°۵۴′ شرقی / ۳۳٫۹۶۷°شمالی ۴۷٫۹۰۰°شرقی                                                                              | پیردوستی                                                       |
| مازندران            | آمل                  | آبشار سنگ‌درکا                                  | ۳۶°۲۰′ شمالی ۵۲°۱۵′ شرقی / ۳۶٫۳۳۳°شمالی ۵۲٫۲۵۰°شرقی                                                                              | لیتکوه                                                         |
| مازندران            | آمل                  | آبشار نمار                                     | ۳۶°۰۶′ شمالی ۵۲°۰۴′ شرقی / ۳۶٫۱۰۰°شمالی ۵۲٫۰۶۷°شرقی                                                                              | دریوک                                                          |
| مازندران            | آمل                  | آبشار امیری                                    | ۳۵°۵۵′ شمالی ۵۲°۱۷′ شرقی / ۳۵٫۹۱۷°شمالی ۵۲٫۲۸۳°شرقی                                                                              | امیری، لاریجان                                                 |
| مازندران            | آمل                  | آبشار ترا                                      | ۳۵°۵۲′ شمالی ۵۲°۱۸′ شرقی / ۳۵٫۸۶۷°شمالی ۵۲٫۳۰۰°شرقی                                                                              | امیری، لاریجان                                                 |
| مازندران            | آمل                  | آبشار برز                                      | ۳۵°۵۵′ شمالی ۵۲°۲۰′ شرقی / ۳۵٫۹۱۷°شمالی ۵۲٫۳۳۳°شرقی                                                                              | امیری، لاریجان                                                 |
| مازندران            | آمل                  | آبشار پردمه                                    | ۳۶°۰۰′ شمالی ۵۲°۲۲′ شرقی / ۳۶٫۰۰۰°شمالی ۵۲٫۳۶۷°شرقی                                                                              | لاریجان                                                        |
| مازندران            | آمل                  | آبشار دشت لار                                  | ۳۵°۵۴′ شمالی ۵۱°۵۳′ شرقی / ۳۵٫۹۰۰°شمالی ۵۱٫۸۸۳°شرقی                                                                              | آبشار قو                                                       |
| مازندران            | آمل                  | آبشار شاهان‌دشت                                 | ۳۵°۵۵′ شمالی ۵۲°۱۶′ شرقی / ۳۵٫۹۱۷°شمالی ۵۲٫۲۶۷°شرقی                                                                              | شون‌دشت                                                         |
| مازندران            | آمل                  | آبشار قلعه دختر                                | ۳۵°۴۷′ شمالی ۵۲°۰۳′ شرقی / ۳۵٫۷۸۳°شمالی ۵۲٫۰۵۰°شرقی                                                                              | پلور                                                           |
| مازندران            | آمل                  | آبشار آب مراد                                  | ۳۵°۴۸′ شمالی ۵۲°۰۹′ شرقی / ۳۵٫۸۰۰°شمالی ۵۲٫۱۵۰°شرقی                                                                              | لاسم                                                           |
| مازندران            | آمل                  | آبشار یخی                                      | ۳۵°۵۶′ شمالی ۵۲°۰۶′ شرقی / ۳۵٫۹۳۳°شمالی ۵۲٫۱۰۰°شرقی                                                                              | قله دماوند                                                     |
| مازندران            | آمل                  | آبشار یخی نوا                                  | ۳۵°۵۱′ شمالی ۵۲°۱۲′ شرقی / ۳۵٫۸۵۰°شمالی ۵۲٫۲۰۰°شرقی                                                                              | لاریجان                                                        |
| مازندران            | نور - بلده           | آبشارهای بلده                                  | ۳۶°۱۲′ شمالی ۵۱°۴۸′ شرقی / ۳۶٫۲۰۰°شمالی ۵۱٫۸۰۰°شرقی                                                                              | بطاهرکلا - یالرود - وسمیط - میناک - سواسره                     |
| مازندران            | بهشهر                | آبشار اسپه او                                  | ۳۶°۳۶′ شمالی ۵۳°۴۰′ شرقی / ۳۶٫۶۰۰°شمالی ۵۳٫۶۶۷°شرقی                                                                              |                                                                |
| مازندران            | بهشهر                | آبشار سنگ نو                                   | ۳۶°۳۸′ شمالی ۵۳°۳۲′ شرقی / ۳۶٫۶۳۳°شمالی ۵۳٫۵۳۳°شرقی                                                                              | سنگ دره                                                        |
| مازندران            | سوادکوه - پل سفید    | آبشار سله بن                                   | ۳۵°۵۶′ شمالی ۵۲°۵۹′ شرقی / ۳۵٫۹۳۳°شمالی ۵۲٫۹۸۳°شرقی                                                                              |                                                                |
| مازندران            | سوادکوه - پل سفید    | آبشار شورآب                                    | ۳۵°۵۲′ شمالی ۵۲°۵۷′ شرقی / ۳۵٫۸۶۷°شمالی ۵۲٫۹۵۰°شرقی                                                                              |                                                                |
| مازندران            | سوادکوه - پل سفید    | آبشار ورسک                                     | ۳۵°۵۴′ شمالی ۵۲°۵۹′ شرقی / ۳۵٫۹۰۰°شمالی ۵۲٫۹۸۳°شرقی                                                                              | آبشار چشمه علی                                                 |
| مازندران            | سوادکوه - آلاشت      | آبشار نارم                                     | ۳۵°۵۸′ شمالی ۵۲°۴۰′ شرقی / ۳۵٫۹۶۷°شمالی ۵۲٫۶۶۷°شرقی                                                                              |                                                                |
| مازندران            | سوادکوه - زیرآب      | آبشار دراسله                                   | ۳۵°۵۸′ شمالی ۵۲°۴۸′ شرقی / ۳۵٫۹۶۷°شمالی ۵۲٫۸۰۰°شرقی                                                                              | گلناب دره - شش رودبار                                          |
| مازندران            | سوادکوه - شیرگاه     | آبشار گزو                                      | ۳۶°۱۳′ شمالی ۵۲°۴۸′ شرقی / ۳۶٫۲۱۷°شمالی ۵۲٫۸۰۰°شرقی                                                                              |                                                                |
| مازندران            | سوادکوه - شیرگاه     | آبشار میان‌کلا                                  | ۳۶°۱۵′ شمالی ۵۲°۵۳′ شرقی / ۳۶٫۲۵۰°شمالی ۵۲٫۸۸۳°شرقی                                                                              |                                                                |
| مازندران            | تنکابن               | آبشار تودارک                                   | ۳۶°۴۹′ شمالی ۵۰°۴۵′ شرقی / ۳۶٫۸۱۷°شمالی ۵۰٫۷۵۰°شرقی                                                                              | جلیسان                                                         |
| مازندران            | تنکابن               | آبشار سنگ بن چشمه                              | ۳۶°۳۷′ شمالی ۵۰°۴۴′ شرقی / ۳۶٫۶۱۷°شمالی ۵۰٫۷۳۳°شرقی                                                                              |                                                                |
| مازندران            | تنکابن               | آبشار فرهادجوی                                 | ۳۶°۴۵′ شمالی ۵۰°۵۱′ شرقی / ۳۶٫۷۵۰°شمالی ۵۰٫۸۵۰°شرقی                                                                              | آبشارهای جل دره                                                |
| مازندران            | تنکابن - نشتارود     | آبشار دینارسرا                                 | ۳۶°۴۱′ شمالی ۵۰°۵۹′ شرقی / ۳۶٫۶۸۳°شمالی ۵۰٫۹۸۳°شرقی                                                                              | کمیله                                                          |
| مازندران            | چالوس                | آبشار اکاپل                                    | ۳۶°۳۱′ شمالی ۵۱°۱۶′ شرقی / ۳۶٫۵۱۷°شمالی ۵۱٫۲۶۷°شرقی                                                                              |                                                                |
| مازندران            | چالوس                | آبشار هریجان                                   | ۳۶°۱۴′ شمالی ۵۱°۱۹′ شرقی / ۳۶٫۲۳۳°شمالی ۵۱٫۳۱۷°شرقی                                                                              |                                                                |
| مازندران            | چالوس - مرزن آباد    | آبشار الیت                                     | ۳۶°۱۹′ شمالی ۵۱°۰۶′ شرقی / ۳۶٫۳۱۷°شمالی ۵۱٫۱۰۰°شرقی                                                                              |                                                                |
| مازندران            | چالوس - مرزن آباد    | آبشار دره اندرس                                | ۳۶°۱۳′ شمالی ۵۱°۱۲′ شرقی / ۳۶٫۲۱۷°شمالی ۵۱٫۲۰۰°شرقی                                                                              |                                                                |
| مازندران            | رامسر                | آبشار میج                                      | ۳۶°۳۶′ شمالی ۵۰°۲۸′ شرقی / ۳۶٫۶۰۰°شمالی ۵۰٫۴۶۷°شرقی                                                                              |                                                                |
| مازندران            | رامسر - جنت رودبار   | آبشار سیاسرت                                   | ۳۶°۴۷′ شمالی ۵۰°۳۸′ شرقی / ۳۶٫۷۸۳°شمالی ۵۰٫۶۳۳°شرقی                                                                              | آزارک - احسینیه - چاردر - خشکا - ریش بزاز - هیسیان             |
| مازندران            | رامسر - جواهرده      | آبشارهای جواهردره                              | ۳۶°۵۰′ شمالی ۵۰°۲۷′ شرقی / ۳۶٫۸۳۳°شمالی ۵۰٫۴۵۰°شرقی                                                                              | صفارود                                                         |
| مازندران            | ساری                 | آبشار اوبن ساری                                | ۳۶°۳۳′ شمالی ۵۳°۰۳′ شرقی / ۳۶٫۵۵۰°شمالی ۵۳٫۰۵۰°شرقی                                                                              | داراب کلا - زنگت - شیرین رود                                   |
| مازندران            | نور                  | آبشار آب پری                                   | ۳۶°۲۹′ شمالی ۵۱°۵۶′ شرقی / ۳۶٫۴۸۳°شمالی ۵۱٫۹۳۳°شرقی                                                                              |                                                                |
| مازندران            | نور                  | آبشار لاویج                                    | ۳۶°۲۸′ شمالی ۵۲°۰۶′ شرقی / ۳۶٫۴۶۷°شمالی ۵۲٫۱۰۰°شرقی                                                                              | حرام او                                                        |
| مازندران            | نوشهر                | آبشارهای انگاس                                 | ۳۶°۱۸′ شمالی ۵۱°۴۰′ شرقی / ۳۶٫۳۰۰°شمالی ۵۱٫۶۶۷°شرقی                                                                              | جناب - پنجاه جسم - موزیا - شیوار دره                           |
| مرکزی               | تفرش                 | آبشار قطره باران                               | ۳۴°۴۹′ شمالی ۴۹°۵۲′ شرقی / ۳۴٫۸۱۷°شمالی ۴۹٫۸۶۷°شرقی                                                                              |                                                                |
| مرکزی               | دلیجان - نراق        | آبشار دره آبشتا                                | ۳۴°۰۱′ شمالی ۵۰°۴۹′ شرقی / ۳۴٫۰۱۷°شمالی ۵۰٫۸۱۷°شرقی                                                                              |                                                                |
| هرمزگان             | بندرعباس             | آبشار و چشمه گنو                               | ۲۷°۲۶′ شمالی ۵۶°۱۸′ شرقی / ۲۷٫۴۳۳°شمالی ۵۶٫۳۰۰°شرقی                                                                              |                                                                |
| هرمزگان             | حاجی‌آباد             | آبشار تزرج                                     | ۲۸°۱۷′ شمالی ۵۵°۴۴′ شرقی / ۲۸٫۲۸۳°شمالی ۵۵٫۷۳۳°شرقی                                                                              |                                                                |
| هرمزگان             | رودان                | آبشار کرون                                     | ۲۷°۳۵′ شمالی ۵۷°۱۰′ شرقی / ۲۷٫۵۸۳°شمالی ۵۷٫۱۶۷°شرقی                                                                              |                                                                |
| همدان               | تویسرکان             | آبشار افشار                                    | ۳۴°۳۶′ شمالی ۴۸°۳۰′ شرقی / ۳۴٫۶۰۰°شمالی ۴۸٫۵۰۰°شرقی                                                                              |                                                                |
| همدان               | همدان                | آبشار پونه                                     | ۳۴°۴۷′ شمالی ۴۸°۲۳′ شرقی / ۳۴٫۷۸۳°شمالی ۴۸٫۳۸۳°شرقی                                                                              |                                                                |
| همدان               | همدان                | آبشار گنج‌نامه                                  | ۳۴°۴۵′ شمالی ۴۸°۲۶′ شرقی / ۳۴٫۷۵۰°شمالی ۴۸٫۴۳۳°شرقی                                                                              |                                                                |
| یزد                 | تفت                  | آبشار درگاهان (دره گاهان)                      | ۳۱°۴۱′ شمالی ۵۴°۱۰′ شرقی / ۳۱٫۶۸۳°شمالی ۵۴٫۱۶۷°شرقی                                                                              |                                                                |
| یزد                 | تفت                  | آبشارهای طزرجان                                | ۳۱°۳۳′ شمالی ۵۴°۲۷′ شرقی / ۳۱٫۵۵۰°شمالی ۵۴٫۴۵۰°شرقی                                                                              | آبشار دره آریز                                                 |

## پراکنده
- آبشار شاه‌لولاک
- آبشار عیش‌آباد
- آبشار دوقلو
- آبشار بنگان
- آبشار تاف
- آبشار ایج
- آبشار آب مراد
- آبشار چلندر
- دشت و آبشار دریوک
- آبشار یخی
- آبشار وارگ
- آبشار سمیرم
- آبشار خفر سمیرم
- آبشار شاه‌لولاک، چرمهین (استان اصفهان)
- آبشار هلکی، چرمهین (استان اصفهان)
- آبشار چشمه لادر، خمینی شهر (استان اصفهان)
- آبشار نیاسر، کاشان (استان اصفهان)
- آبشار نمکی پتاس، خور و بیابانک (استان اصفهان)
- آبشار نوغان، بوئین میاندشت (استان اصفهان)
- آبشار سیاه دره، فریدن (استان اصفهان)
- آبشار پونه زار، فریدون شهر (استان اصفهان)
- آبشار پشندگان، فریدون شهر (استان اصفهان)
- آبشار دورک، فریدون شهر (استان اصفهان)
- آبشار طرزه، فریدون شهر (استان اصفهان)
- آبشار بی بی سیدان، سمیرم (استان اصفهان)
- آبشار آب ملخ، سمیرم (استان اصفهان)
- آبشار سمیرم، سمیرم (استان اصفهان)
- آبشار تنگه رود قر، سمیرم (استان اصفهان)
- آبشار تقرچه، سمیرم (استان اصفهان)
- آبشار پی دنی، سمیرم (استان اصفهان)
- آبشار خفر، سمیرم (استان اصفهان)
- آبشار زرلیمه (چهارمحال و بختیاری)
- آبشار کردیت (چهارمحال و بختیاری)
- آبشار سیبیه خانی (استان اردبیل، خلخال)
- آبشار نشترود (استان البرز_کرج)
- آبشار شیخ علیخان (چهارمحال و بختیاری)
- آبشار تونل کوهرنگ (چهارمحال و بختیاری)
- آبشار لندی (چهارمحال و بختیاری)
- آبشار کرودی کن (چهارمحال و بختیاری)
- آبشار نیاکان (چهارمحال و بختیاری)
- آبشارهای بفره، آبشار بید، آبشار درونه، آبشار مشکین دره،  هفت آبشار، آبشار بار، آبشار گرینه و…(خراسان غربی)
- آبشار ارتکند (خراسان رضوی)
- آبشار تارم (فارس)
- آبشار وروار واقع در عنبرآباد (کرمان)
- آبشار سرند کوه (درین) در عنبرآباد (کرمان)
- آبشار اوردیکان (کرمان)
- آبشار لاشو (گلستان)
- آبشار ازنادر، آبشار وارک، آبشار طلایی (لرستان)
- آبشار اوبن ساری مازندران